# Main de Dieu (art)
Pour les articles homonymes, voir Main de Dieu.

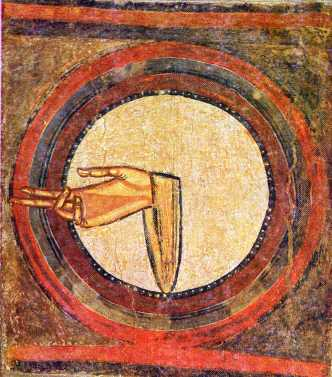
La Main de Dieu, église Saint-Clément de Taüll, Espagne.

La Main de Dieu (en latin : Manus Dei) est un motif de l'art juif et chrétien, en particulier de l'Antiquité tardive et du Haut Moyen Âge, lorsque la représentation de Yahweh ou de Dieu le Père comme une figure humaine était inacceptable. Dans les œuvres chrétiennes ultérieures, la main isolée est souvent remplacée par le corps complet dont la représentation était devenue acceptable dans l'Occident chrétien, mais pas dans l'art orthodoxe ou juif.
La main est utilisée pour indiquer une intervention de Dieu ou son approbation d'un événement, souvent dans un geste de bénédiction dans l'art chrétien.
Il s'agit d'un symbole artistique qui n'a généralement pas pour but d'indiquer qu'une main était physiquement présente ou visible.
Il existe de nombreuses références à la main ou au bras de Dieu dans la Bible hébraïque, dont la plupart sont clairement symboliques, mais certaines peuvent faire l'objet d'une interprétation littérale.
La synagogue de Doura Europos, l'un des monuments les plus importants pour l'étude de l'art juif dans l'Antiquité, témoin du judaïsme synagogal, contient la représentation de la main de Dieu dans cinq scènes différentes.
On retrouve la symbolique de la main divine dans des traditions d'autres religions du Proche-Orient ancien, par exemple la Khamsa, ou encore dans l'art amarnien en Égypte sous Akhénaton, où les rayons du disque solaire d'Aton se terminent par de petites mains pour suggérer la générosité de la divinité.

## Référence dans les textes sacrés et commentaires

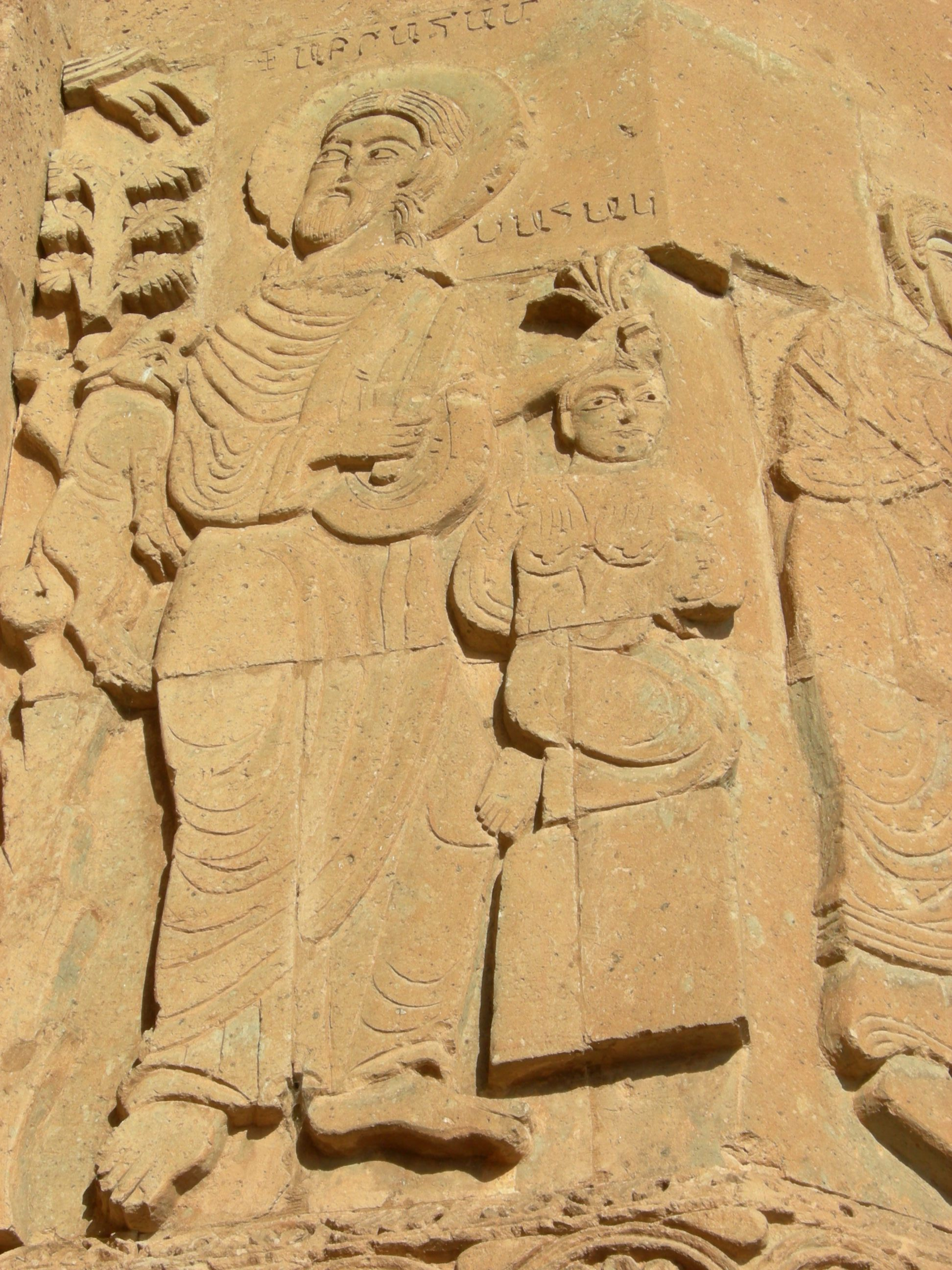
Sacrifice d'Isaac, église Sainte-Croix d'Aghtamar, Arménie, Xe siècle.

### Bible hébraïque
La main de Dieu, avec ou sans bras attaché, est l'un des anthropomorphismes les plus fréquemment utilisés dans la Bible hébraïque. Les références à la main de Dieu apparaissent à de nombreuses reprises dans le Pentateuque, en particulier dans le récit de l'Exode des Israélites d'Égypte.

### Littérature rabbinique
Au sein de l'aggada, la main de Dieu apparaît fréquemment et la littérature rabbinique développe ces passages bibliques.

### Nouveau Testament
Il n'y a aucune référence à la main de Dieu en tant qu'acteur ou témoin dans le Nouveau Testament. Cependant, la voix de Dieu se fait entendre à trois reprises dans les Évangiles (Mt 3,17 ; Jn 12,28 ; Mt 17,5), et la main de Dieu est souvent utilisée pour la représenter dans les arts visuels.

## Représentation dans l'art juif
La main de Dieu apparaît de nombreuses fois dans l’art religieux juif figuratif d'avant le VIIe siècle, particulièrement dans les peintures murales de la synagogue de Doura Europos (Syrie) du IIIe siècle, dans la synagogue de Beth Alpha (Israël) du VIe siècle, et dans la synagogue de Susya (Cisjordanie) du IVe au VIIe siècle.

### Synagogue de Doura Europos
Dans la synagogue de Doura Europos datant du IIIe siècle, la main de Dieu apparaît dix fois, dans cinq des vingt-neuf peintures murales à thème biblique : le Sacrifice d'Isaac, Moïse et le Buisson ardent, le Passage de la mer Rouge, Élie ressuscitant le fils de la veuve de Sarepta et Ézéchiel dans la vallée des ossements desséchés.

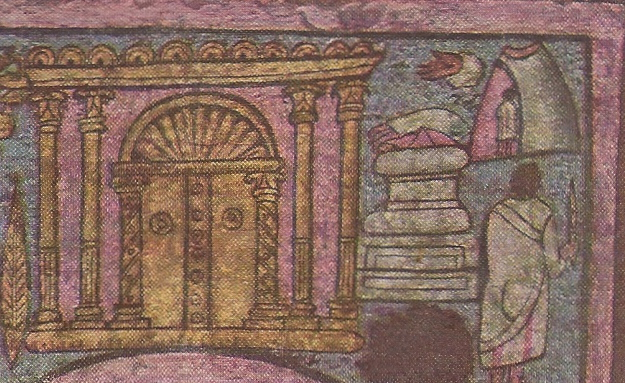
Sacrifice d'Isaac.
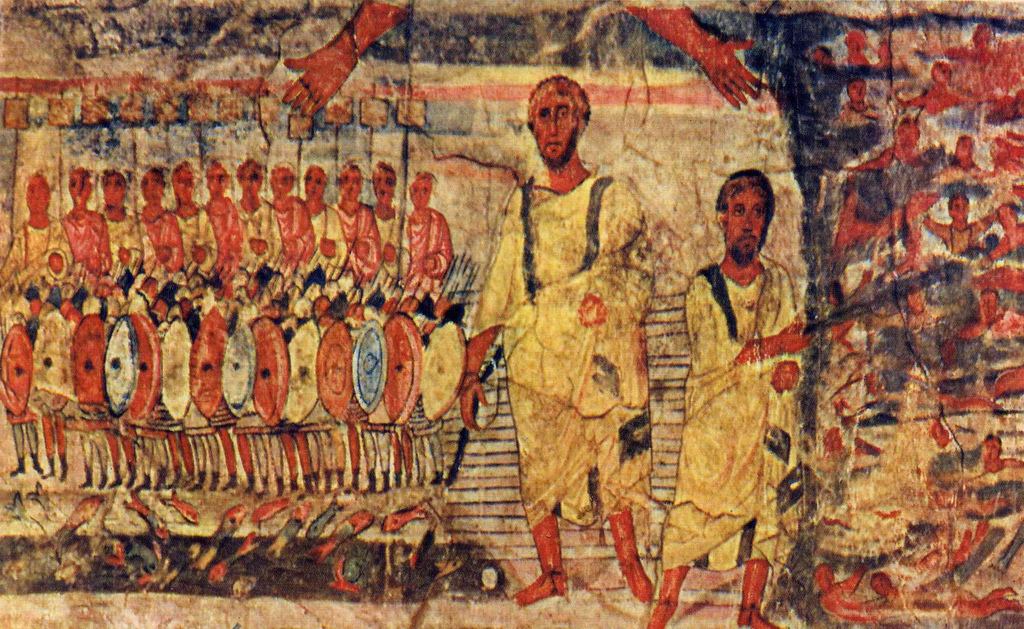
Passage de la mer Rouge.
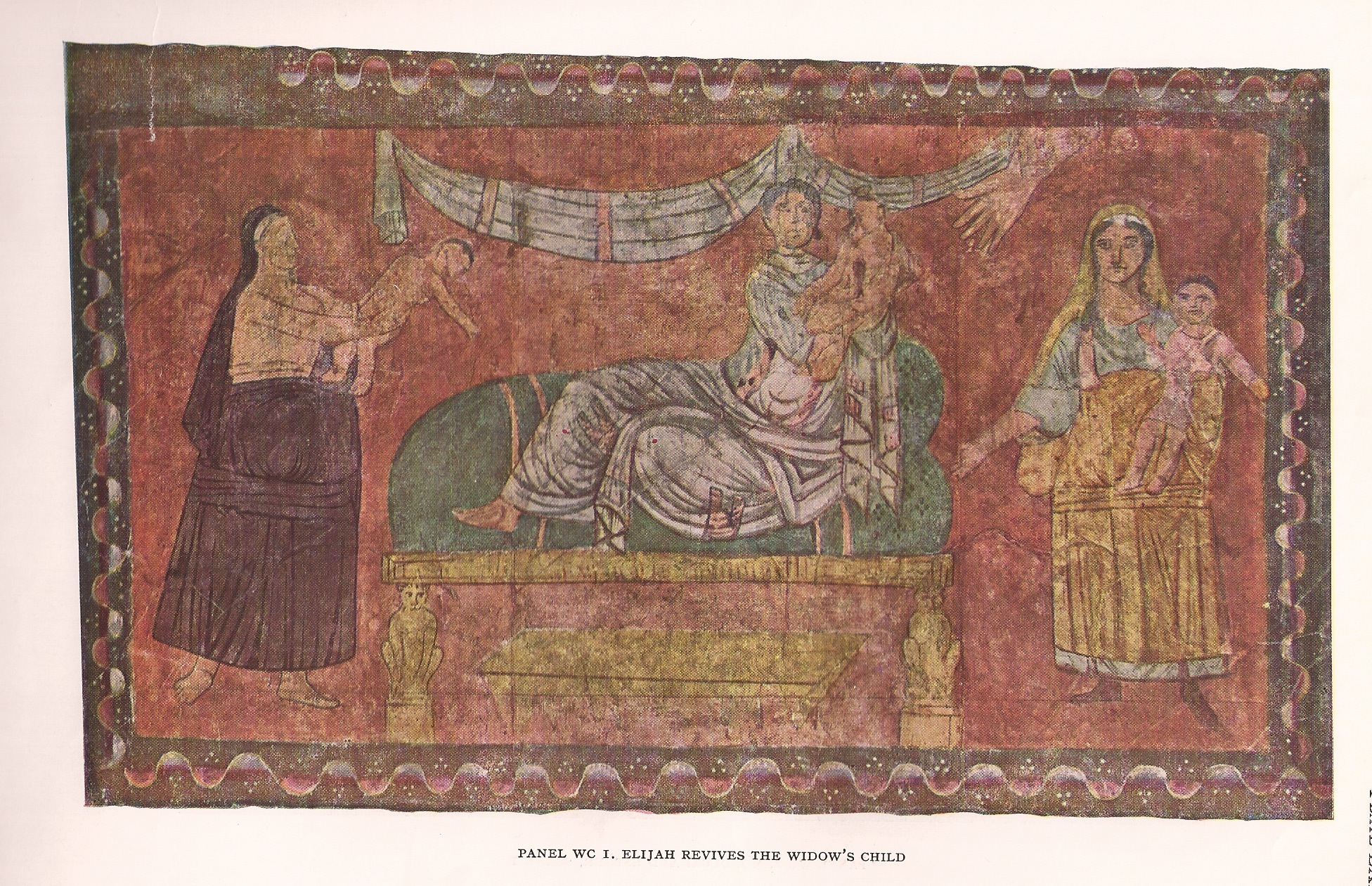
Elie ressuscitant le fils de la veuve de Sarepta.
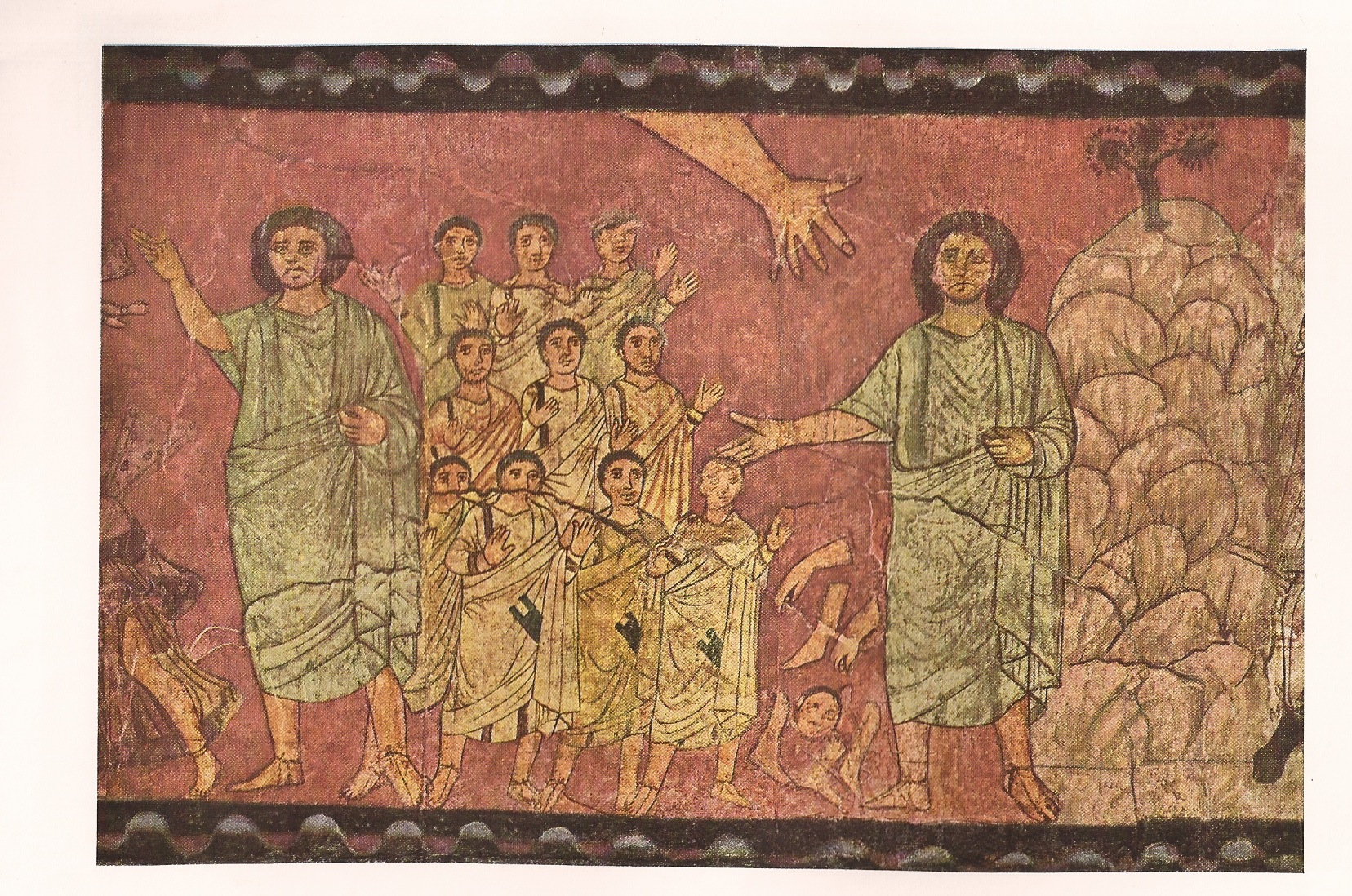
Ézéchiel dans la vallée des ossements desséchés.

### Synagogue de Beth Alpha
Dans la synagogue de Beth Alpha, la main de Dieu est représentée sur le Sacrifice d'Isaac, mosaïque sur le sol de la nef. 

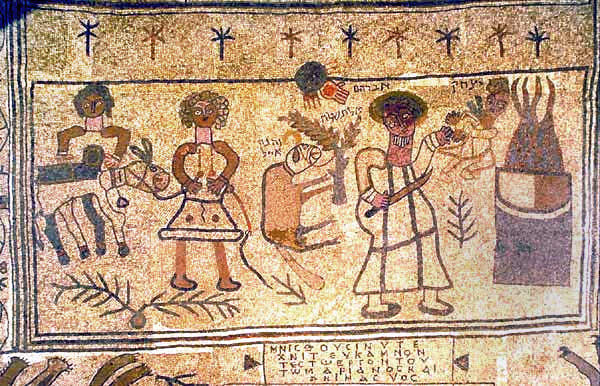
Mosaïque du sacrifice d'Isaac, Beth Alpha, VIe siècle.

### Synagogue de Susya
Dans la synagogue de Susya, la main de Dieu apparaît sur un panneau en marbre de la Bimah, qui illustrait peut-être une scène biblique telle que Moïse recevant les Tables de la loi ou le sacrifice d'Isaac. La main a été volontairement détruite par des iconoclastes, mais on peut néanmoins voir le pouce et quelques doigts. Gideon Foerster affirme que la main tenait un rouleau de la Torah.

### Haggadah à tête d'oiseau
La main de Dieu apparaît dans la Haggadah à têtes d'oiseaux, réalisée en Allemagne au début du XIVe siècle. Deux mains de Dieu apparaissent sous le texte du chant Dayenu (en), distribuant la manne. La Haggadah à têtes d'oiseaux est le plus ancien manuscrit enluminé de ce texte.

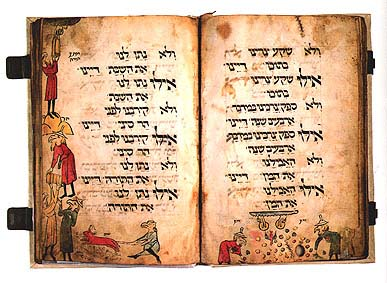
Haggadah à têtes d'oiseaux, XIVe siècle.

## Représentation dans l'art chrétien

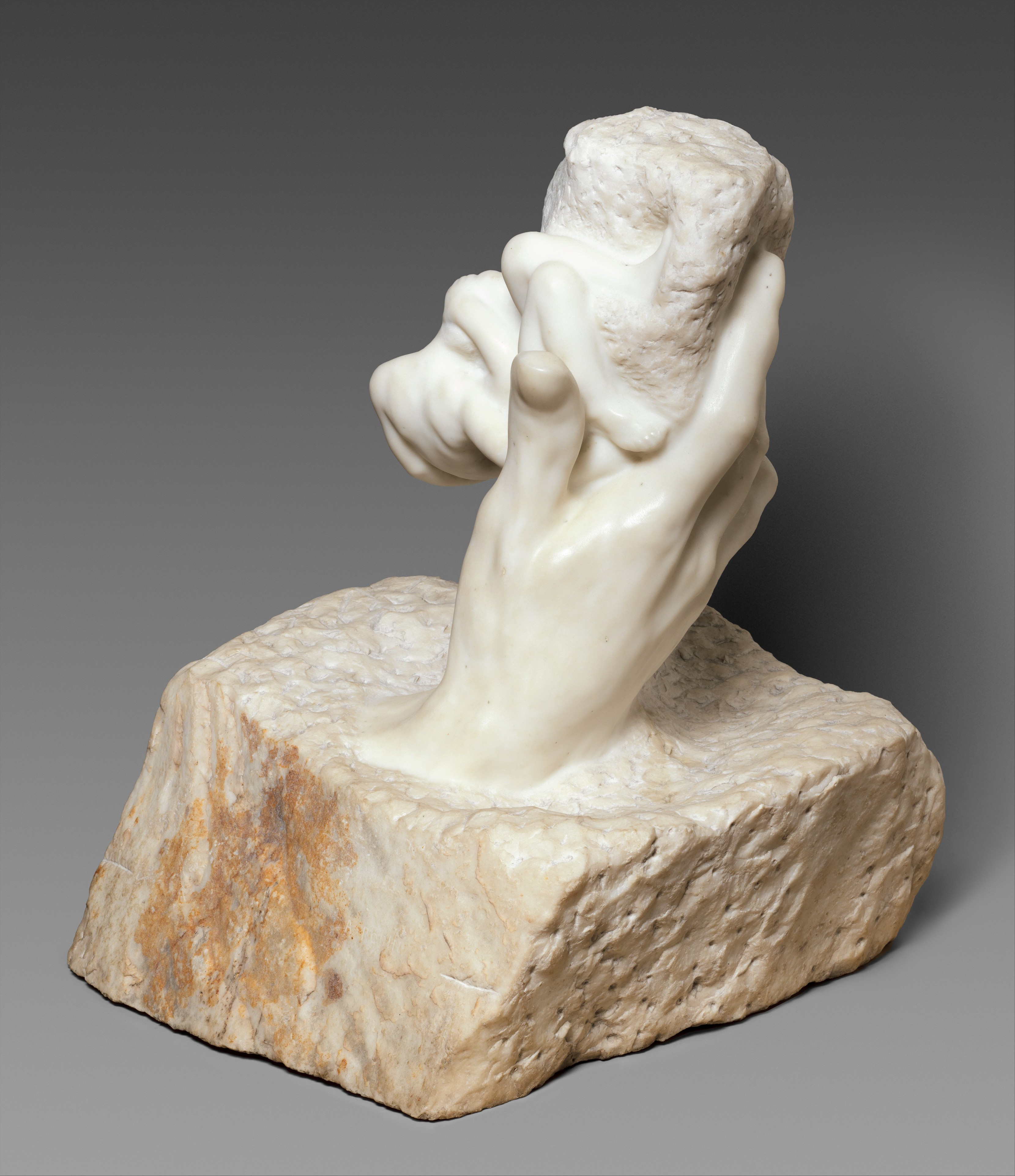
La Main de Dieu, Auguste Rodin, 1907.

Dans l'art chrétien, la main de Dieu est traditionnellement interprétée comme symbolique plutôt que comme l'indication de la présence physique ou visible de Dieu. À la fin de l’Antiquité et au début du Moyen Âge, toute représentation de la figure de Dieu été considérée comme une violation du Deuxième Commandement. La représentation de la main de Dieu s’est ainsi développée comme un compromis avec le Deuxième Commandement, bien que des interprétations anthropomorphes sont également plausibles,,.
Dans les œuvres chrétiennes ultérieures, la main isolée est souvent remplacée par le corps complet, dont la représentation était devenue acceptable dans l'Occident chrétien, mais pas dans l'art orthodoxe chrétien ou juif.
Pour représenter la main sans corps attaché, les artistes choisissent généralement de la faire émerger d'un nuage (un nuage est mentionné comme source de la voix de Dieu dans les récits évangéliques de la Transfiguration de Jésus), d'une bordure de l'image ou encore d'une couronne de laurier.
Si la main de Dieu n'accomplit pas une action, elle prend généralement la forme d'un geste de bénédiction ou est simplement représentée la paume ouverte. Dans ce cas, elle est souvent accompagnée d'un halo servant à cacher l'extrémité. Si le halo est cruciforme, il fait référence aux concepts de Logos et de Préexistence du Christ. Le geste de bénédiction consiste à pointer avec l’index et le majeur, les autres doigts repliés vers l’arrière et le pouce détendu. Il existe un autre geste de bénédiction, byzantin, plus compliqué, qui représente les lettres grecques chi et sigma, abréviation de Christos. Ce geste est formé en croisant le pouce et l'annulaire à l'intérieur de la paume, avec l'index droit et les autres doigts légèrement fléchis.
Dans certaines œuvres, notamment les mosaïques romaines, la main descend du haut de l'image en serrant le bas d'une couronne et le bras disparaît sous le haut de la couronne.

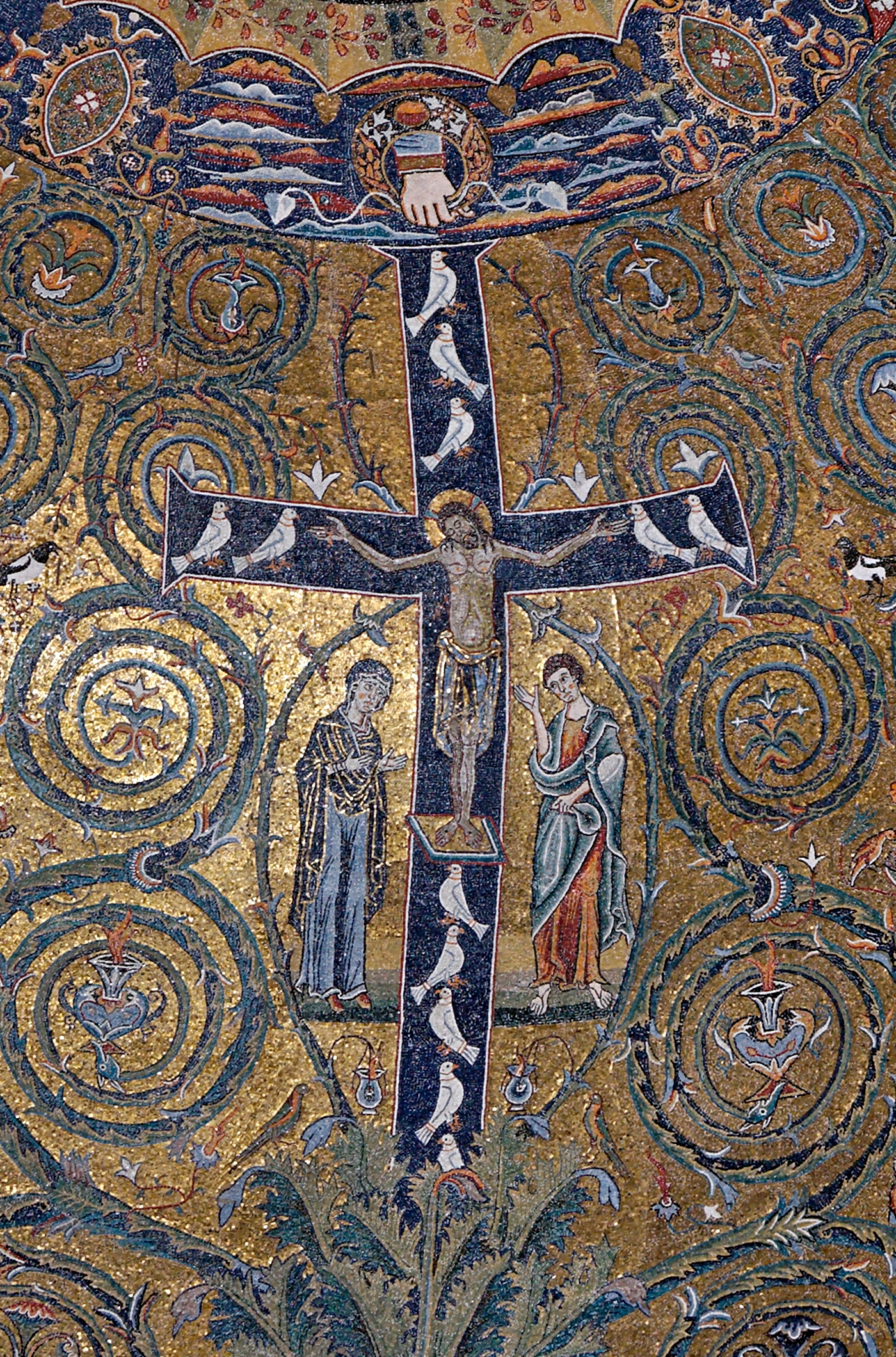
Le Triomphe de la Croix, basilique Saint-Clément, Rome, XIIe siècle.

La main apparaît de manière récurrente dans certaines scènes classiques (sacrifice d'Isaac, Annonciation, Transfiguration, ...), mais on peut l'observer dans de nombreuses autres situations (Ecclesia et Synagoga au pied de la croix, représentations de Melchisédech, ...). Elle est présente sur la mosaïque de l'Arche d'Alliance de l'Oratoire carolingien de Germigny-des-Prés.
Un ou plusieurs anges, agissant comme messagers de Dieu, peuvent apparaître à la place de la main.
Dans l'art chrétien, la main peut représenter Dieu le Fils ou le Logos, et sera ultérieurement substituée par un petit portrait du Christ dans un cadre circulaire similaire, surtout chez les orthodoxes. En Occident, la main représente plutôt Dieu le Père, et ce sera son portrait qui la remplacera. Cependant, il n'est pas toujours évident de savoir à qui appartient la main, sauf dans les scènes où Jésus incarné est explicitement représenté.

### Scènes de l'Ancien Testament
Exemples de représentations de scènes de l'Ancien Testament :
- Le sacrifice d'Isaac : sur le sarcophage de Junius Bassus, Abraham est retenu par la main, qui saisit son couteau. L'utilisation de la main dans cette scène plutôt que l'ange mentionné dans la Bible, souligne l'acceptation du sacrifice par Dieu, ainsi que sa volonté de l'arrêter. Le sacrifice d'Isaac apparaît pour la première fois dans l'art chrétien au IVe siècle[13].
- Melchisédech : sur l'autel de l'abbaye de Klosterneuburg (XIIe siècle)[14], dans le sacramentaire de Drogon (IXe siècle) et dans la basilique Saint-Vital de Ravenne. La présence de la main s'explique par l'approbation de son sacrifice telle que mentionné dans la Bible, et on associe également à Melchisédech, qui était à la fois prêtre et roi, une monarchie de droit divin. Il est considéré comme une préfiguration du Christ.
- Moïse recevant les Tables de la Loi de la main de Dieu : sur un sarcophage datant du IVe siècle à Tarragone[15] ou encore dans le psautier de Paris du Xe siècle.
- Psaumes : le psautier carolingien d'Utrecht illustre de manière atypique presque tous les psaumes et montre la main de Dieu dans au moins 27 de ces images, et encore plus fréquemment la figure du Christ dans les cieux[16].
- Le festin de Balthazar : rarement représenté, jusqu'au tableau de Rembrandt au XVIIe siècle.
- Les prophètes (Ézéchiel, Jonas, Isaïe, ...) recevant leur prophétie ou bénis par la main.
- Dans la Genèse de Vienne[17], la main est représentée dans de nombreuses scènes : expulsion d'Adam et Ève du paradis, alliance avec Noé, promesse à Abraham, ...

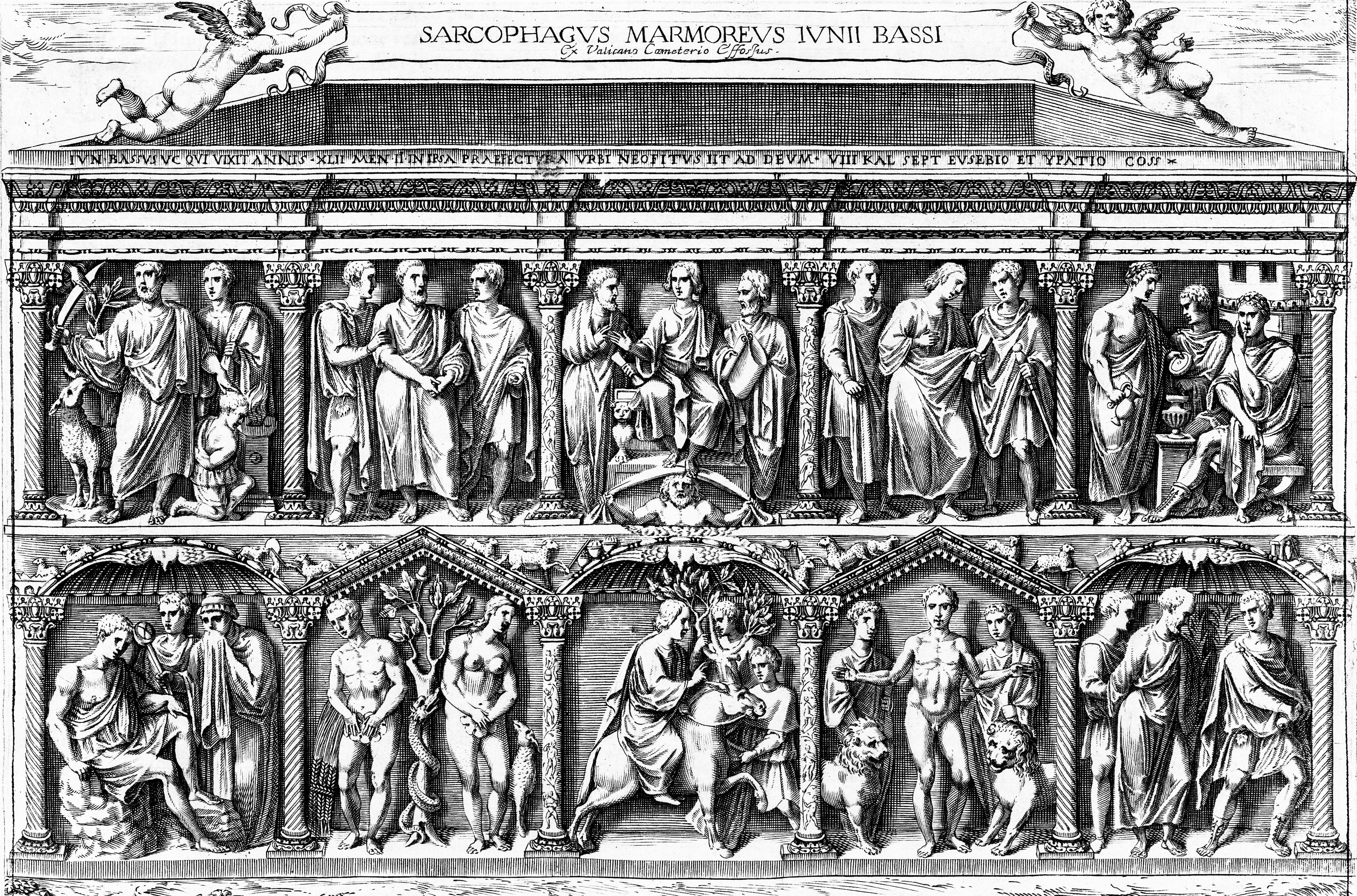
Sarcophage de Junius Bassus, IVe siècle
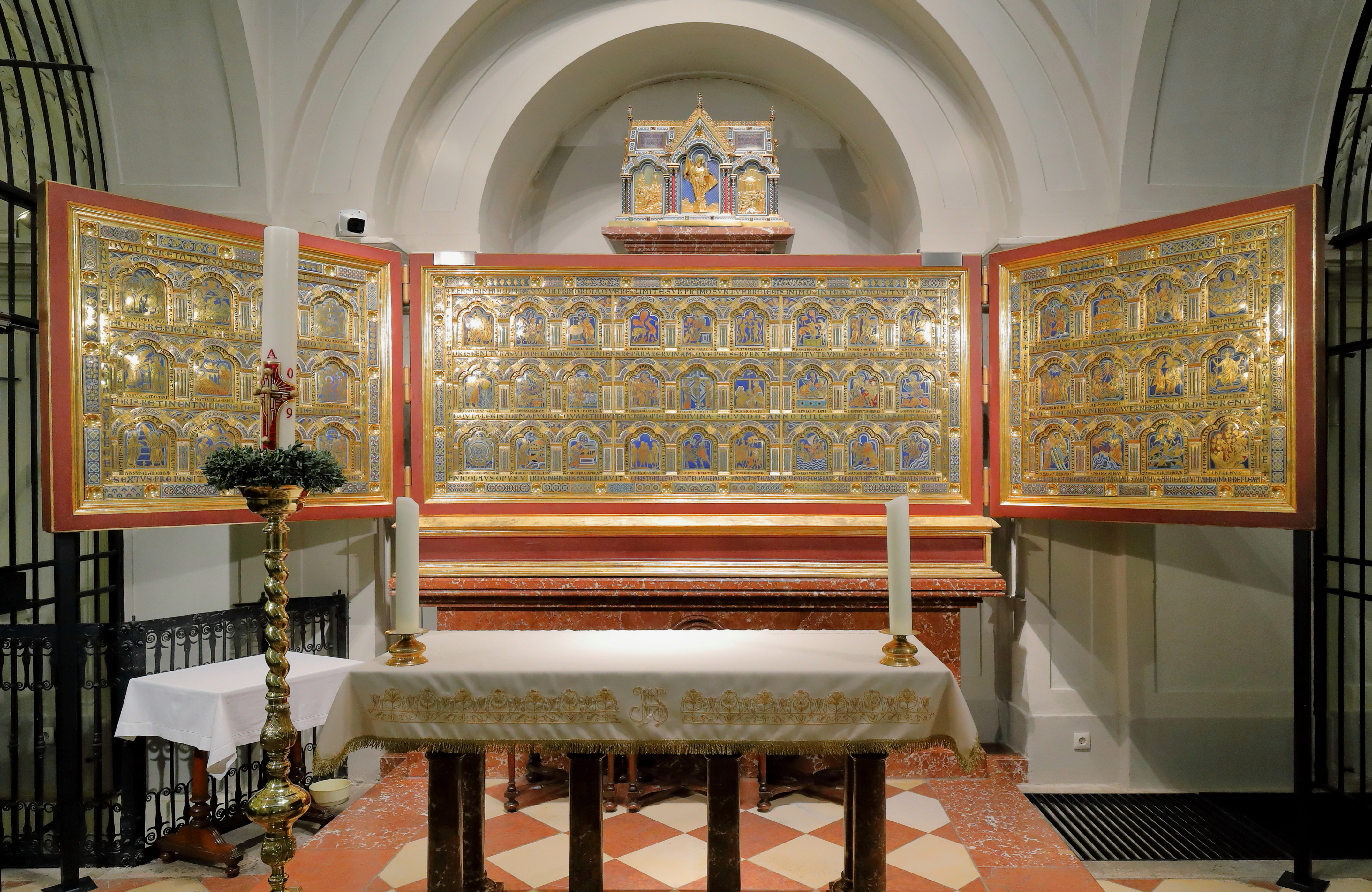
L'autel de Nicolas de Verdun à l'abbaye de Klosterneuburg, XIIe siècle.
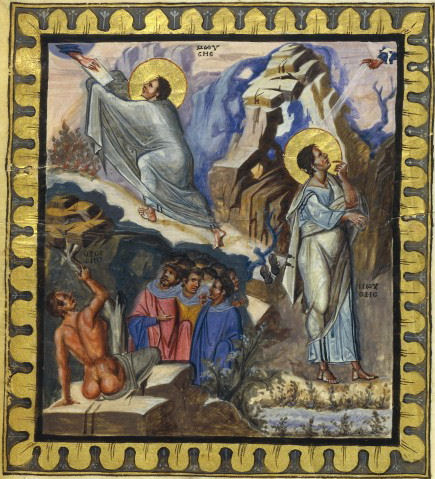
Moïse recevant les Tables de la Loi, psautier de Paris, Xe siècle.
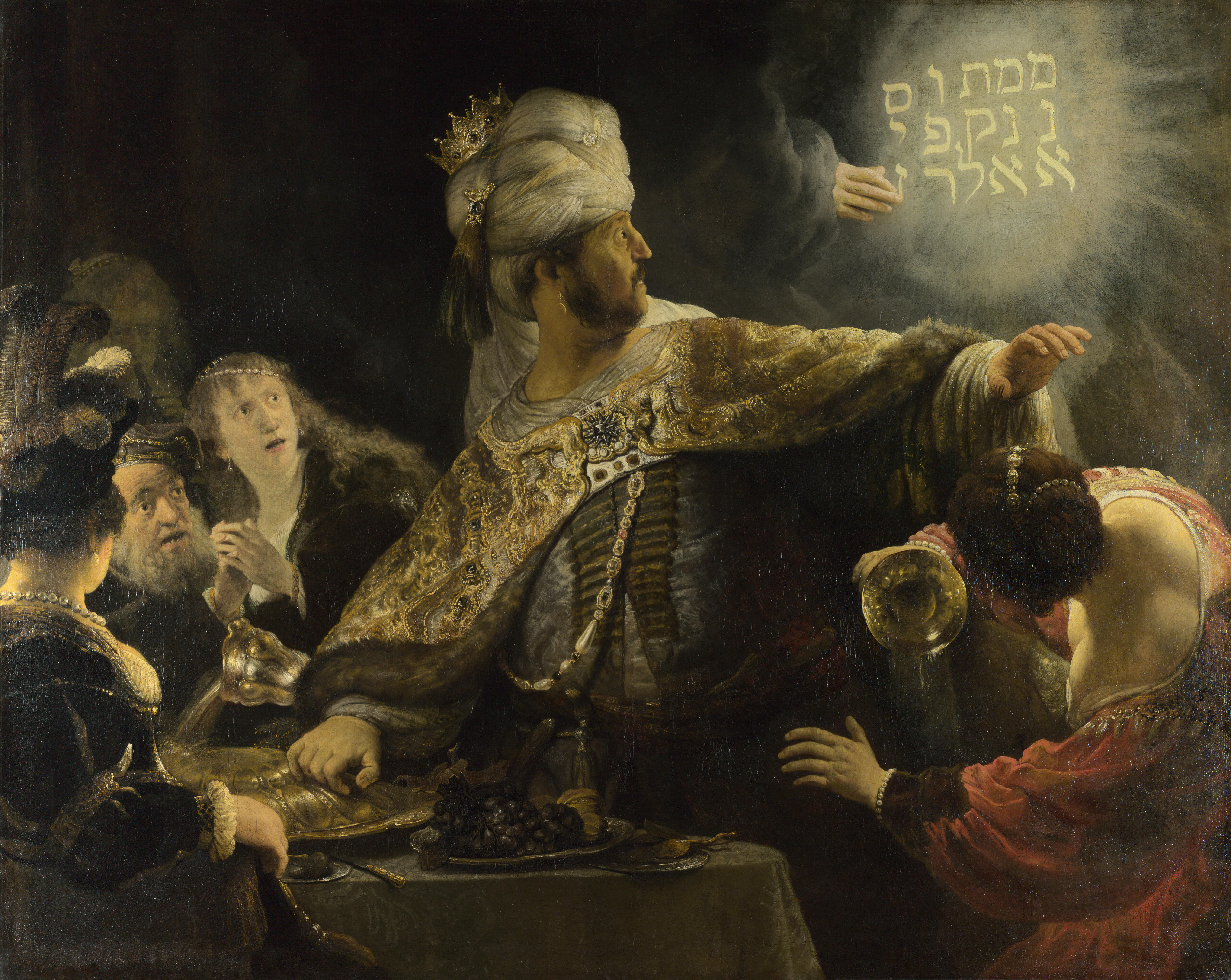
Le Festin de Balthazar, Rembrandt, 1636-1638.

### Scènes du Nouveau Testament
Exemples de représentations de scènes du Nouveau Testament :
- Le baptême du Christ : la main représente la voix de Dieu et la colombe représente le Saint-Esprit, montrant ainsi l'implication de toute la Trinité[18]. La main ne semble jamais apparaître sans la colombe, car le Saint-Esprit sous la forme d'une colombe est mentionné dans l'Évangile de Marc (Mc 1,10-11). La colombe et la main sont généralement situées au centre, pointant vers Jésus.
- La transfiguration de Jésus : l'évangile de Gladzor contient une illustration sur laquelle on peut voir la main formant une bénédiction et la colombe[19].
- L'Agonie dans le jardin : le premier exemple connu se trouve dans l'Évangéliaire de saint Augustin (VIe siècle)[20], bien qu'un ange soit le plus souvent représenté. C'est la troisième et dernière fois que la voix de Dieu est mentionnée dans les évangiles (Jn 12,28).
- La Crucifixion de Jésus : de l'art carolingien jusqu'à l'époque romane, la main peut apparaître au-dessus de la croix, dirigée vers le bas. Elle tient parfois une couronne de laurier, comme à l'arrière de la croix de Lothaire dans la cathédrale d'Aix-la-Chapelle.
- L'Ascension du Christ : sur la plaque d'ivoire datant du IVe siècle, la main de Dieu saisit celle de Jésus pour l'amener auprès de lui.
- Le Jugement dernier : dans les icônes orthodoxes, la main de Dieu tient souvent la balance dans laquelle les âmes sont pesées, comme sur la murale du monastère de Voroneț. En Occident, c'est saint Michel qui s'en occupe généralement.

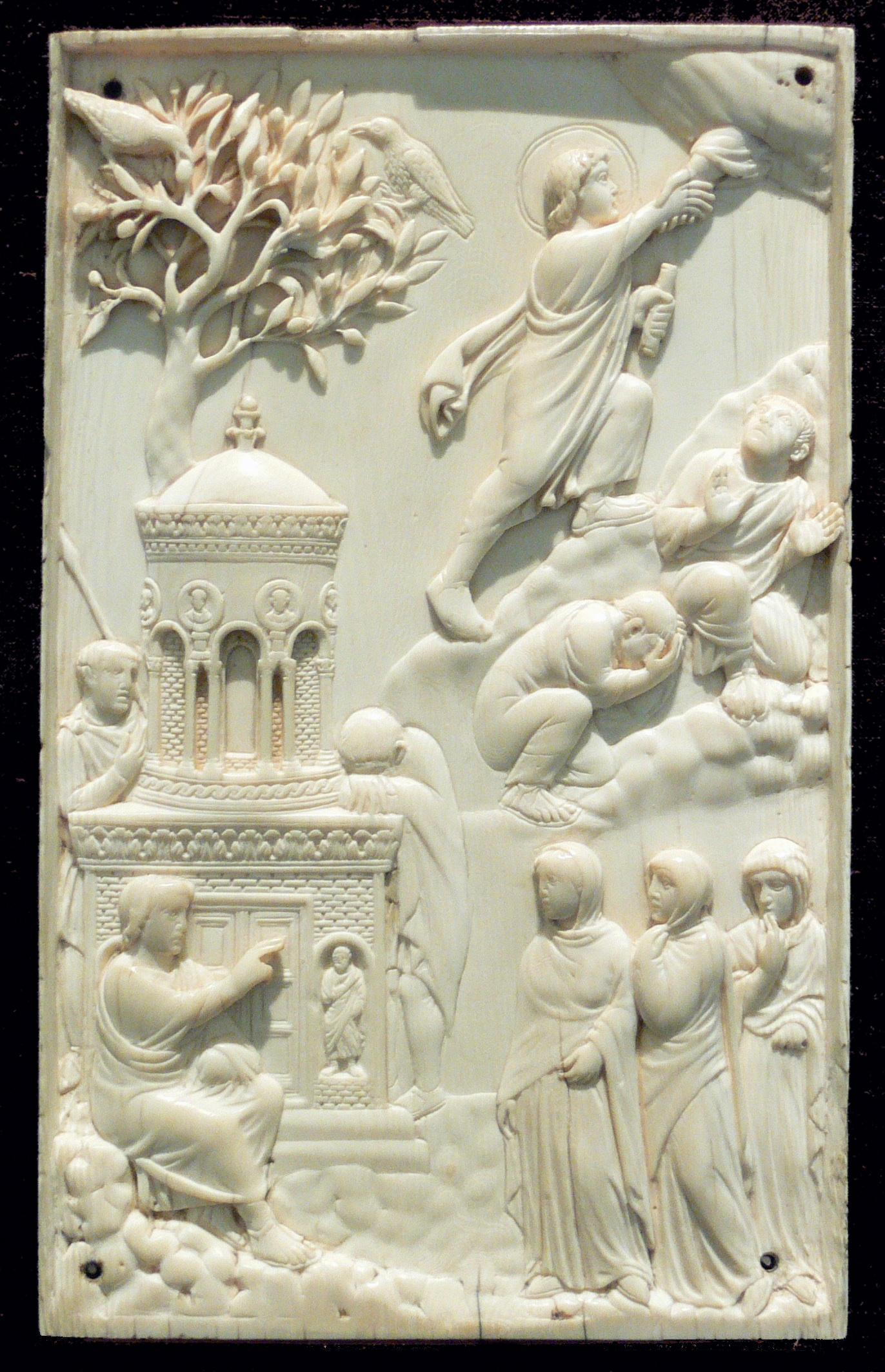
Ascension du Christ, ivoire, IVe siècle.
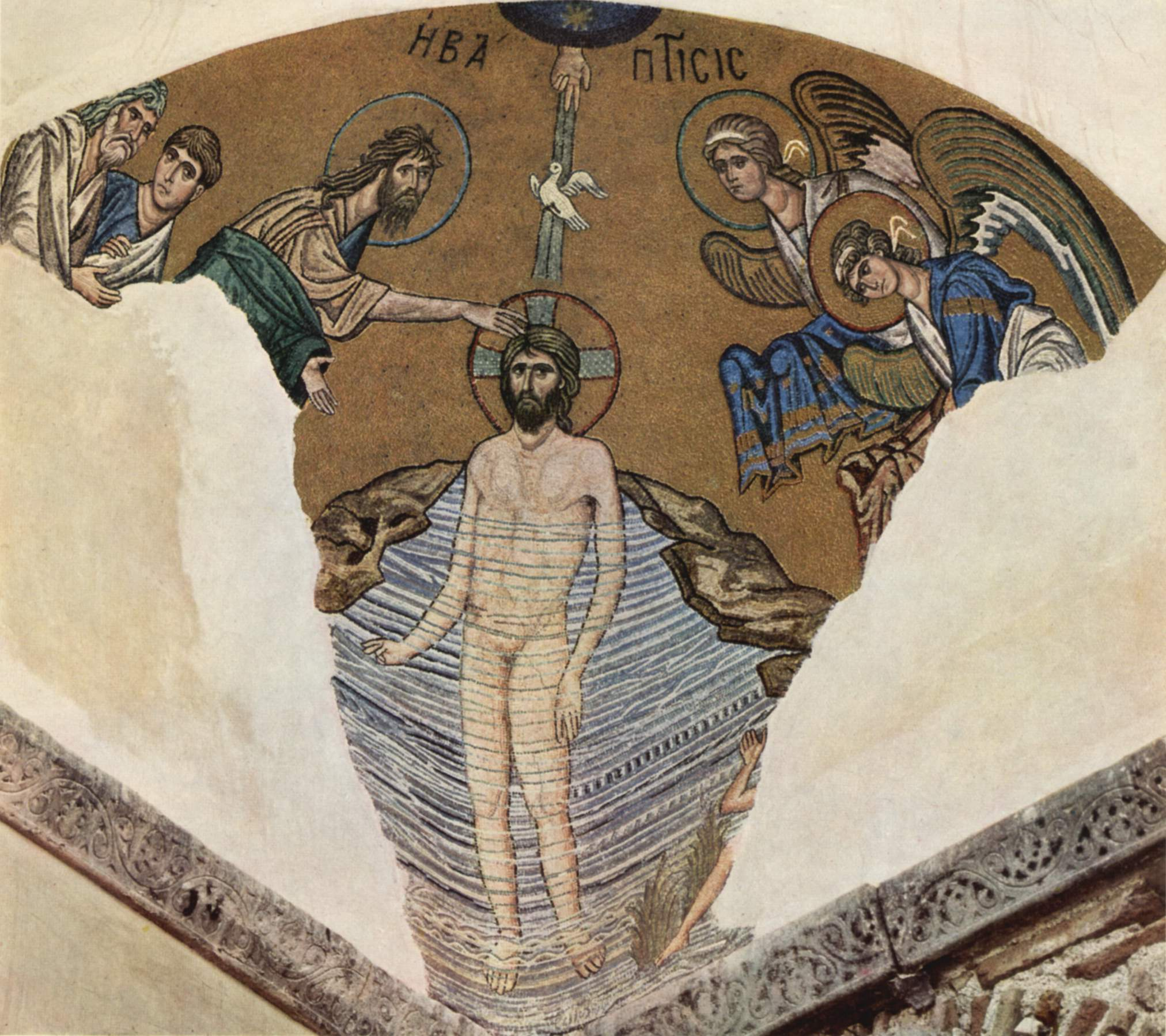
Baptême du Christ, monastère de Daphní, Grèce, XIe siècle.
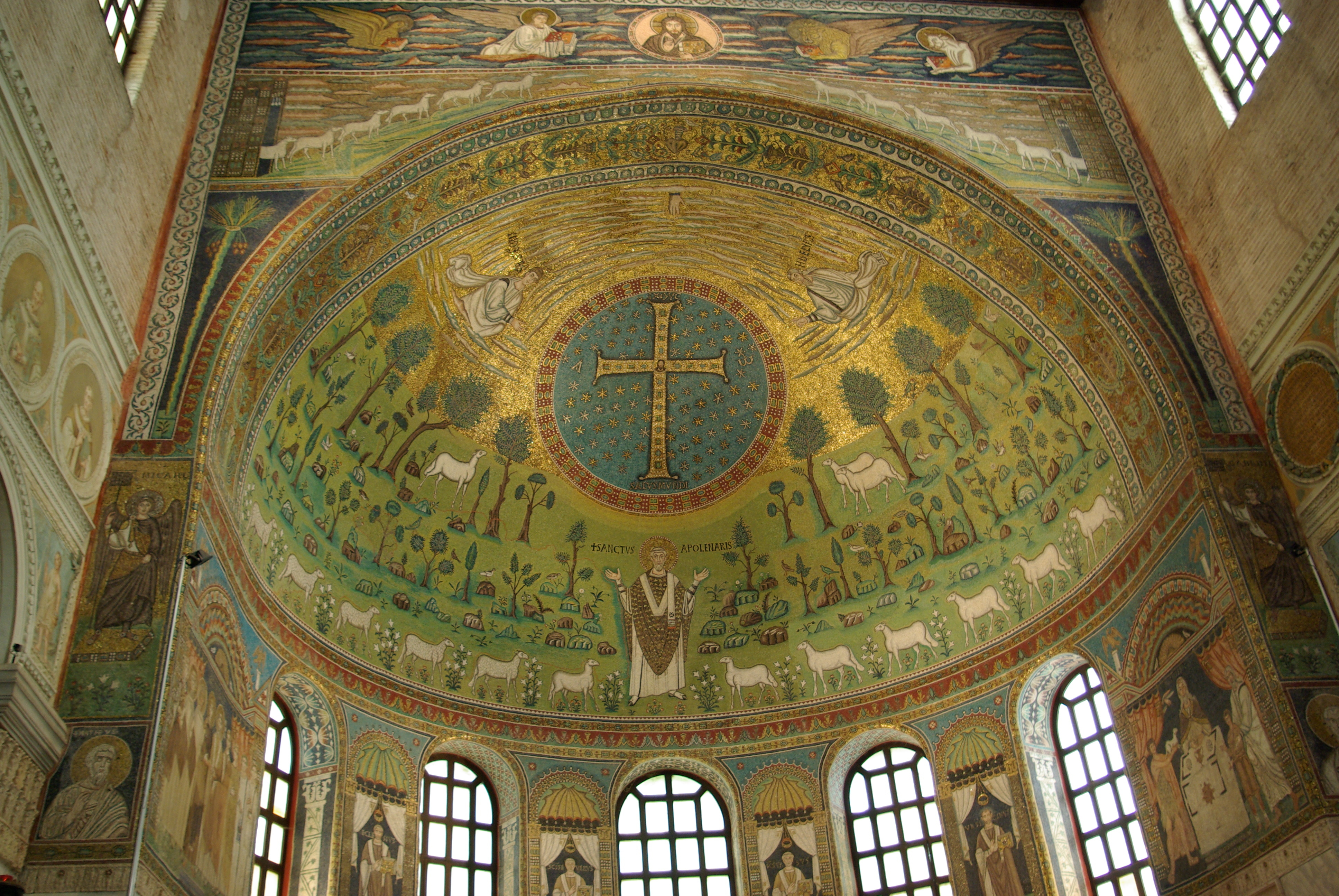
Transfiguration, abside de la basilique Saint-Apollinaire de Classe, Italie, VIe siècle.
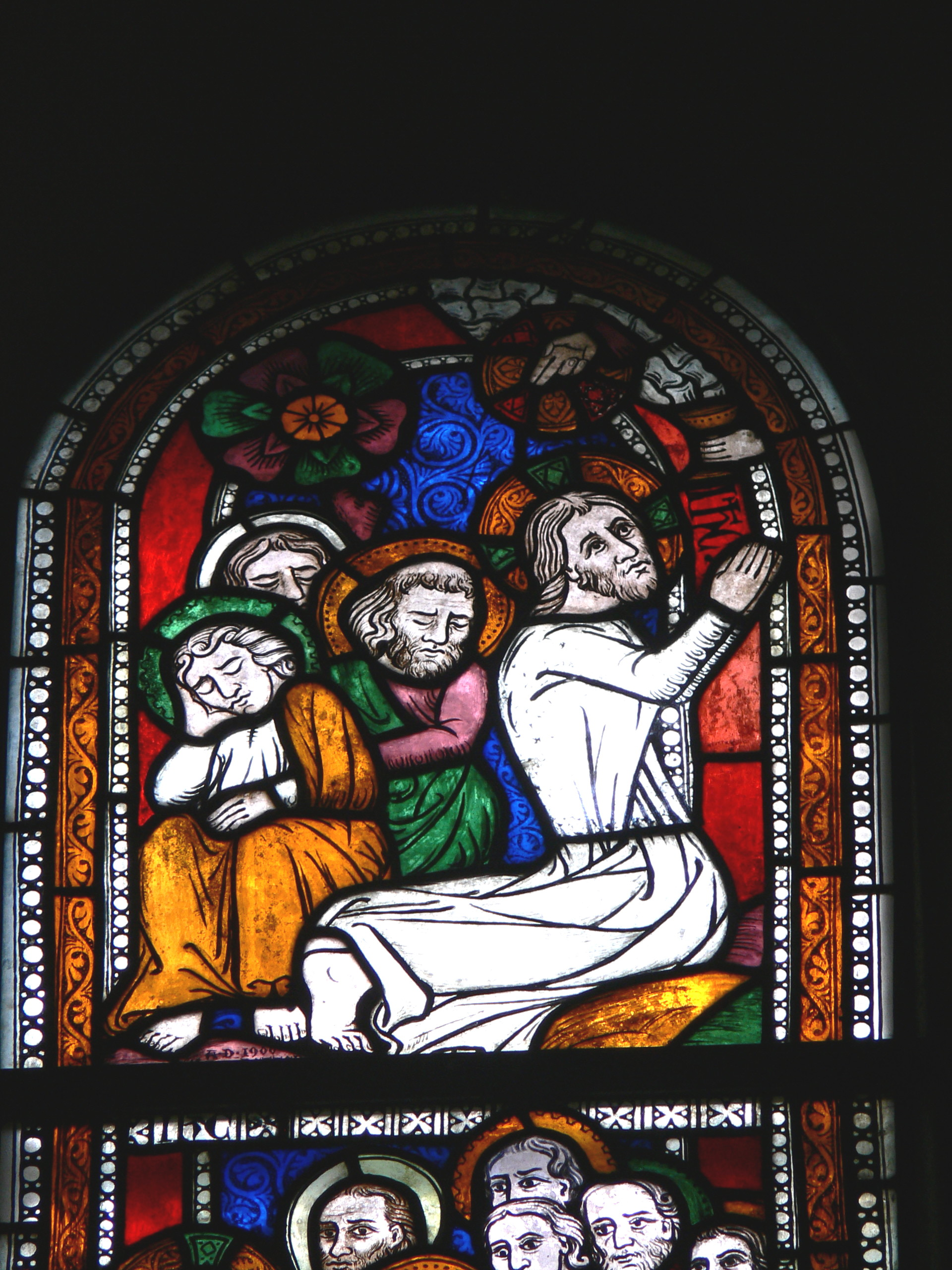
Agonie dans le jardin, église de Dahlem (de), Suède, XIIIe siècle.
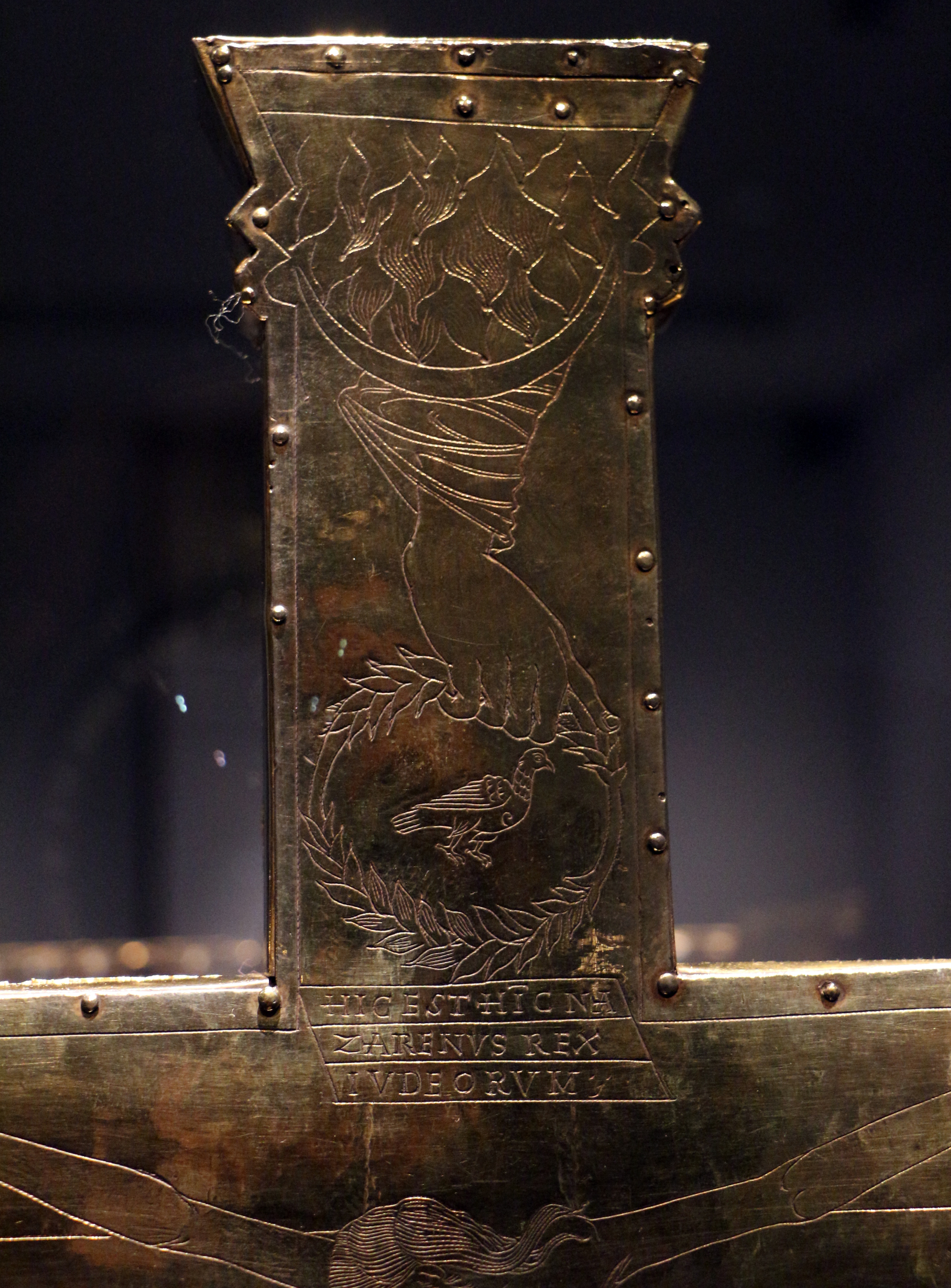
Crucifixion, croix de Lothaire, cathédrale d'Aix-la-Chapelle, XIe siècle.
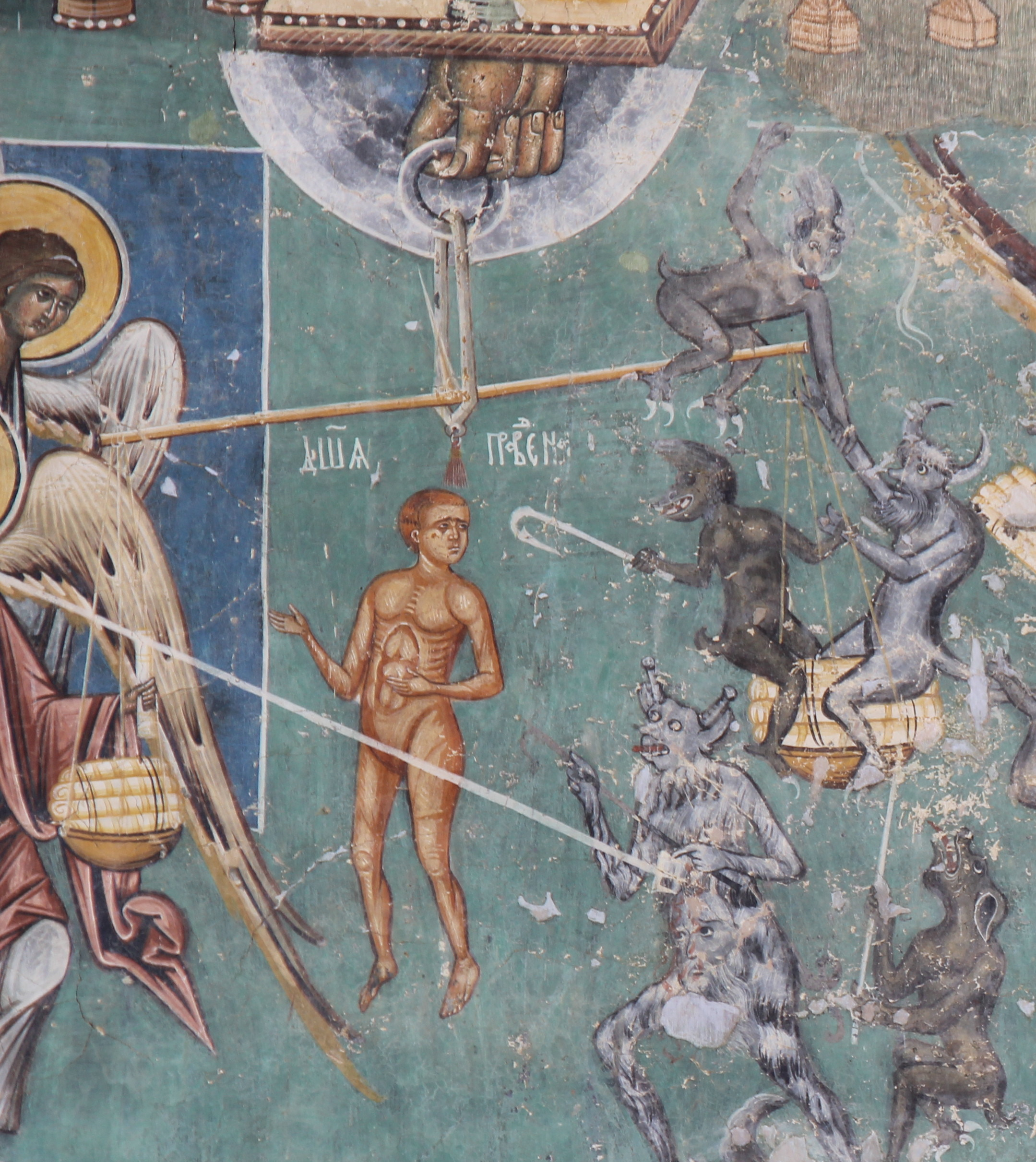
Jugement dernier, murale du monastère de Voroneț, Roumanie, XVIe siècle.

### Vie des Saints
La main peut également accompagner des saints, soit dans une scène emblématique, soit en accomplissant un miracle associé au saint – dans la théologie catholique, un miracle est la manifestation de la puissance et de l'intervention de Dieu.
Sur la tapisserie de Bayeux, la main apparaît au-dessus de l'abbaye de Westminster dans la scène montrant les funérailles d'Édouard le Confesseur.
La main est parfois représentée dans des scènes d'assassinat de martyrs, par exemple sur les châsses de saint Thomas Becket.
Le bras-reliquaire est un type de reliquaire représentant la main et le bras du saint, similaire mais sans rapport avec la main de Dieu.

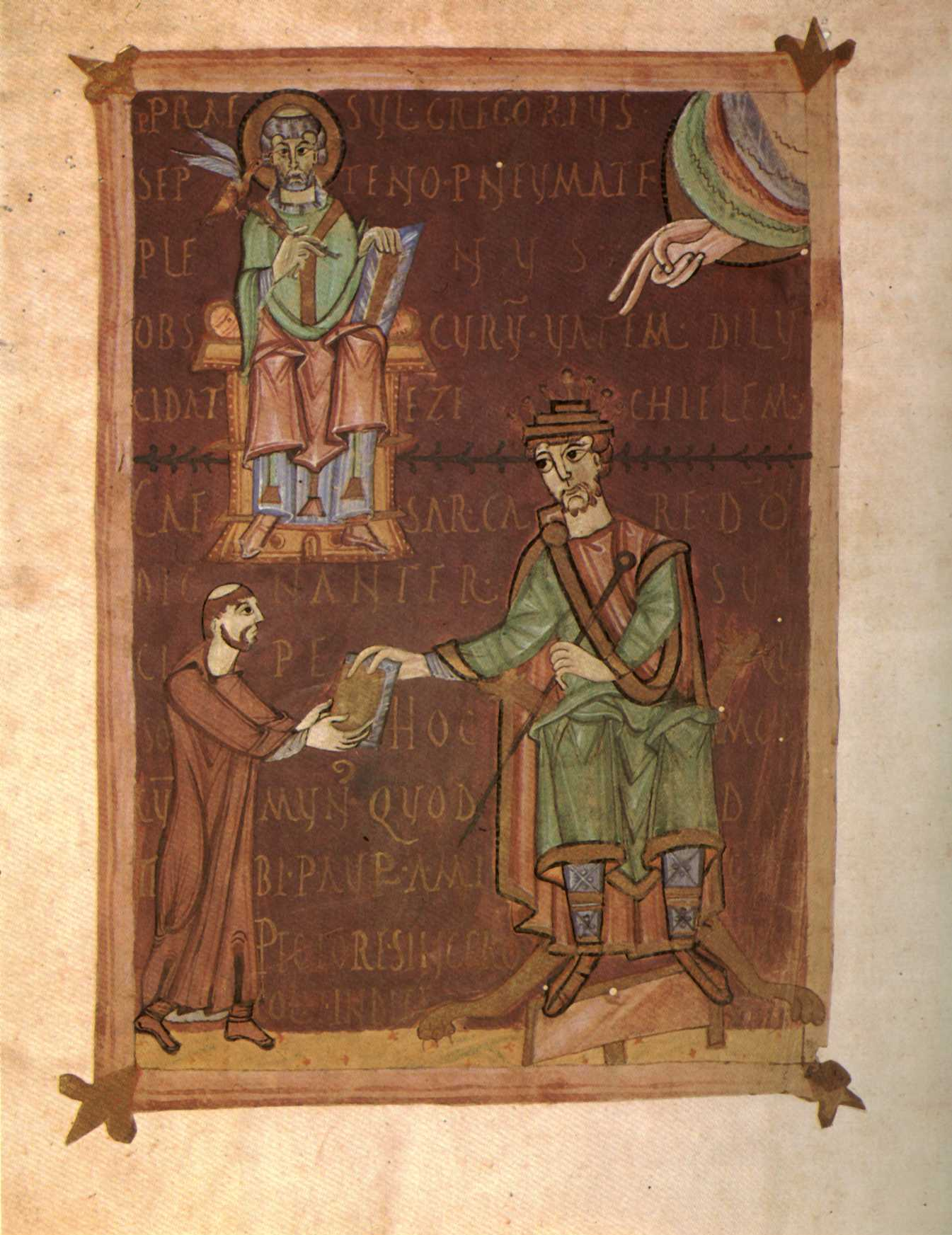
Grégoire Ier et Henri II, manuscrit des Morales sur Job, XIe siècle.
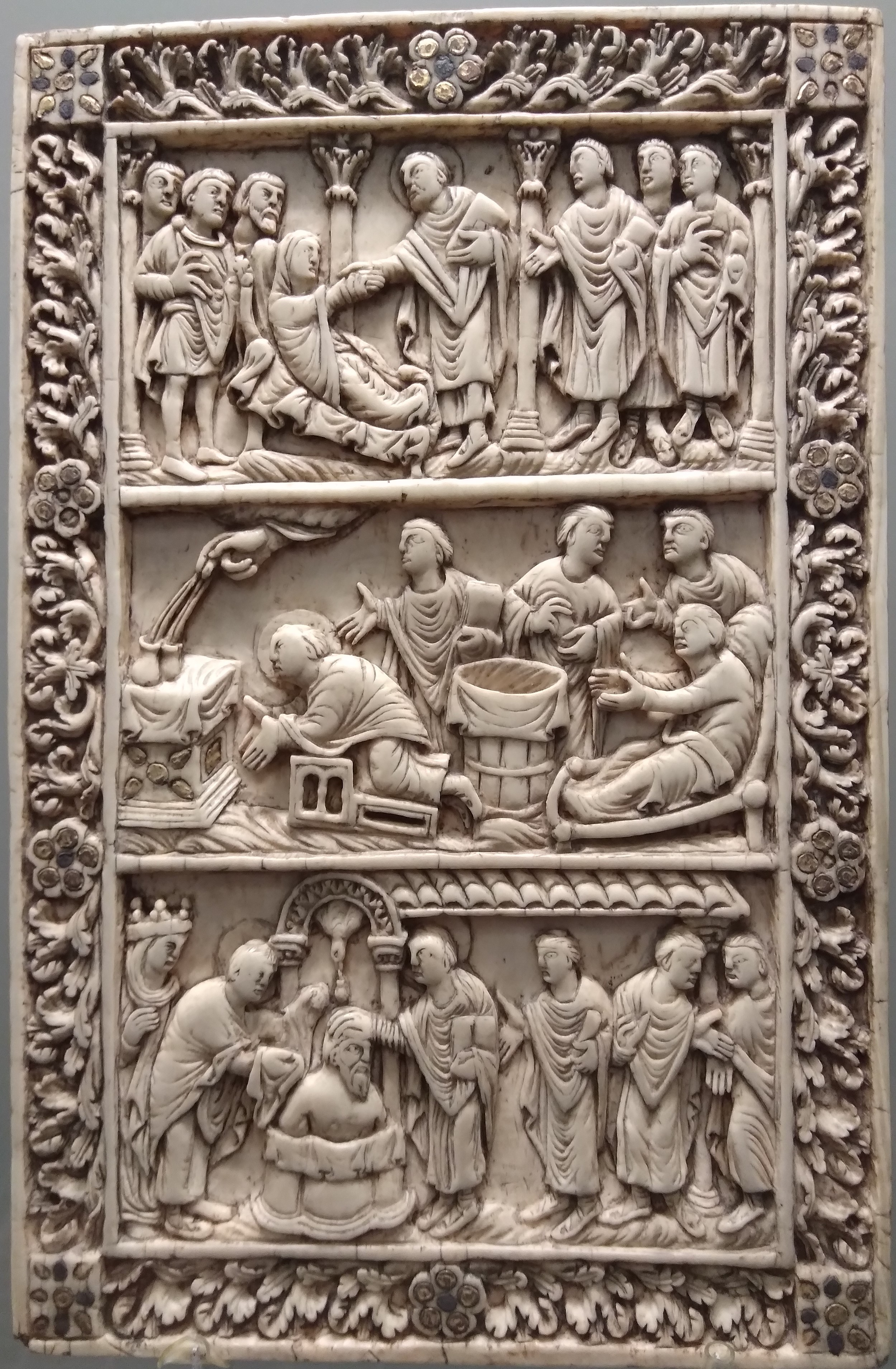
Scènes de la vie de saint Rémi, IXe siècle.
Funérailles d'Édouard le Confesseur, Tapisserie de Bayeux, XIe siècle.
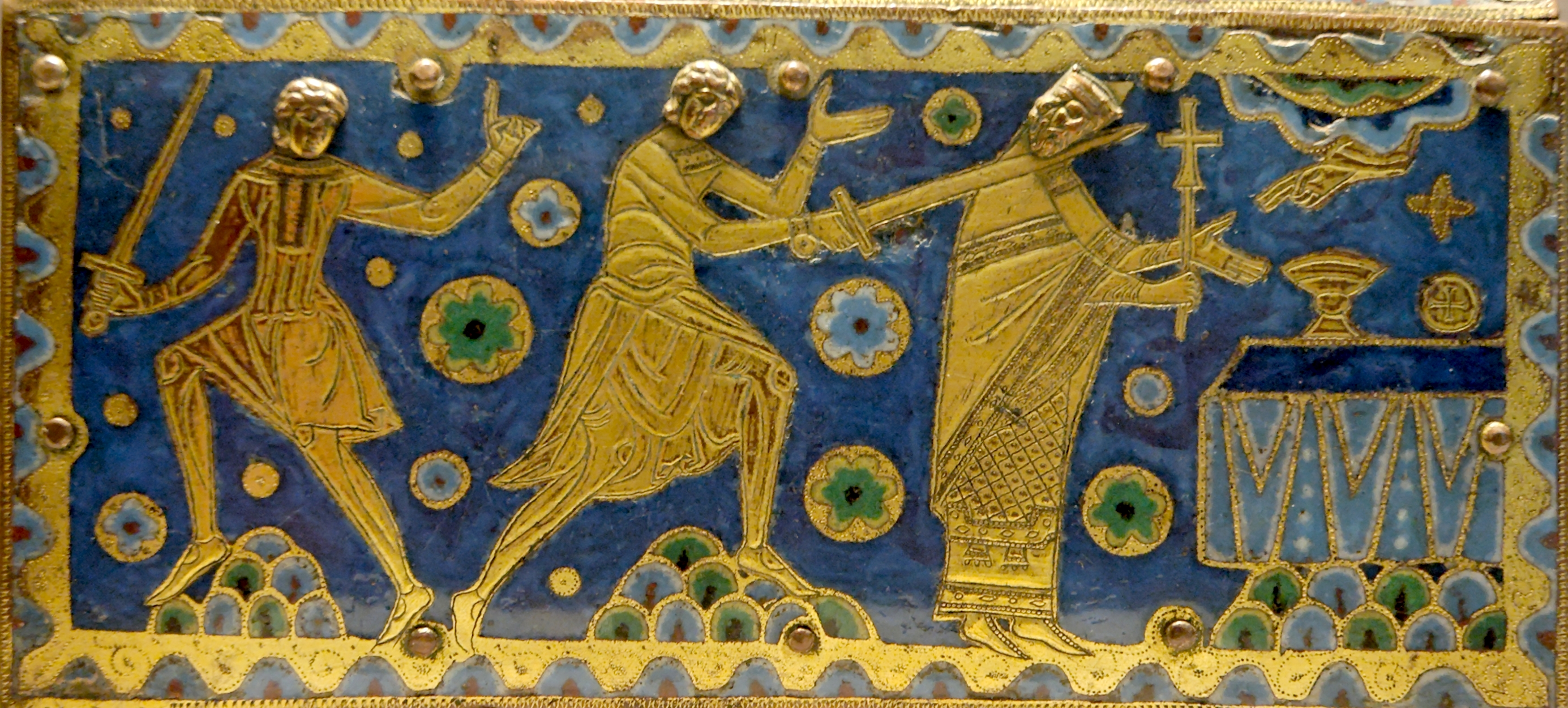
Reliquaire de saint Thomas Becket, XIIe siècle.
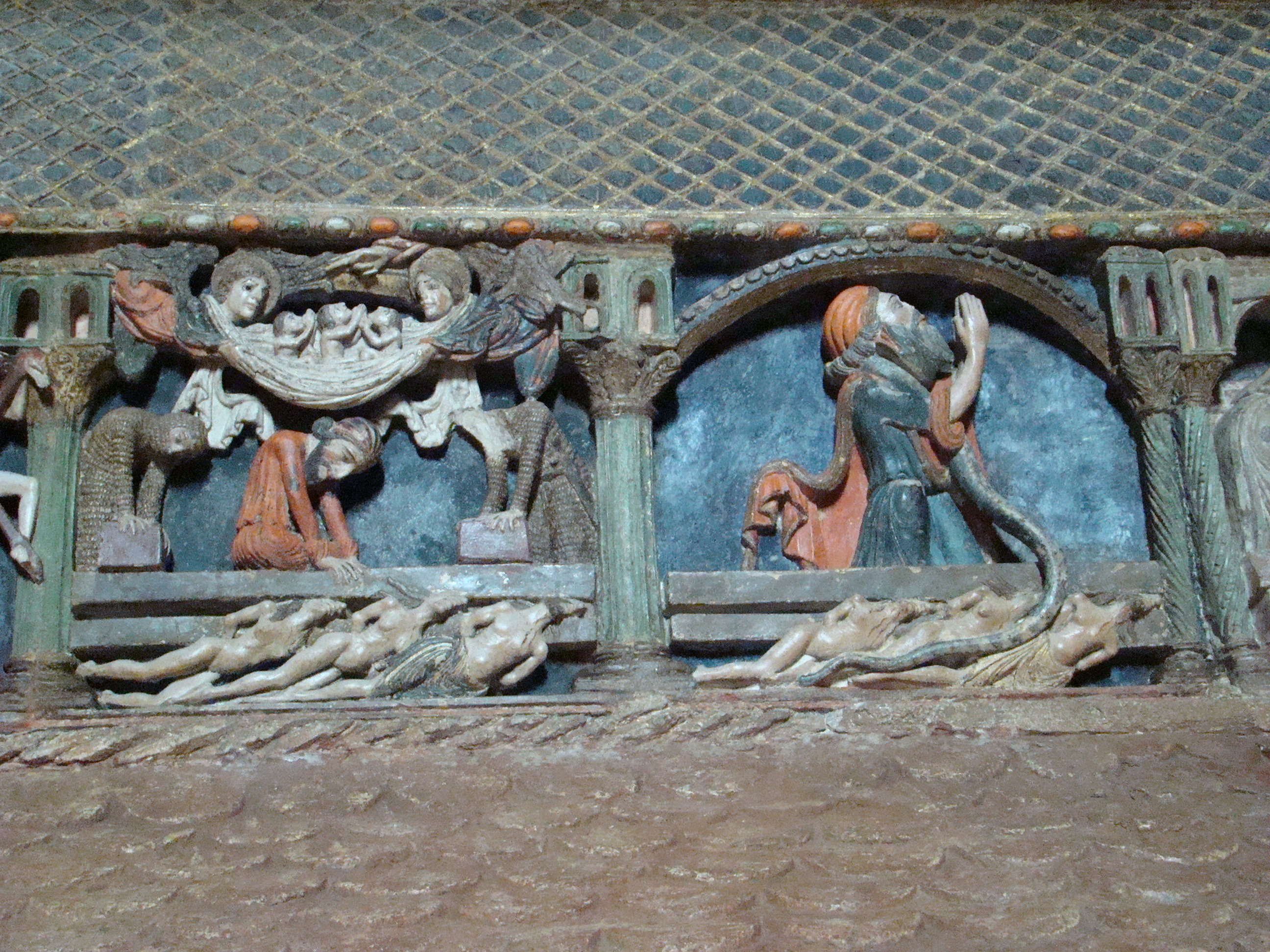
La main accueille les âmes de trois martyrs, basilique Saint-Vincent d'Ávila, Espagne, XIIe siècle.
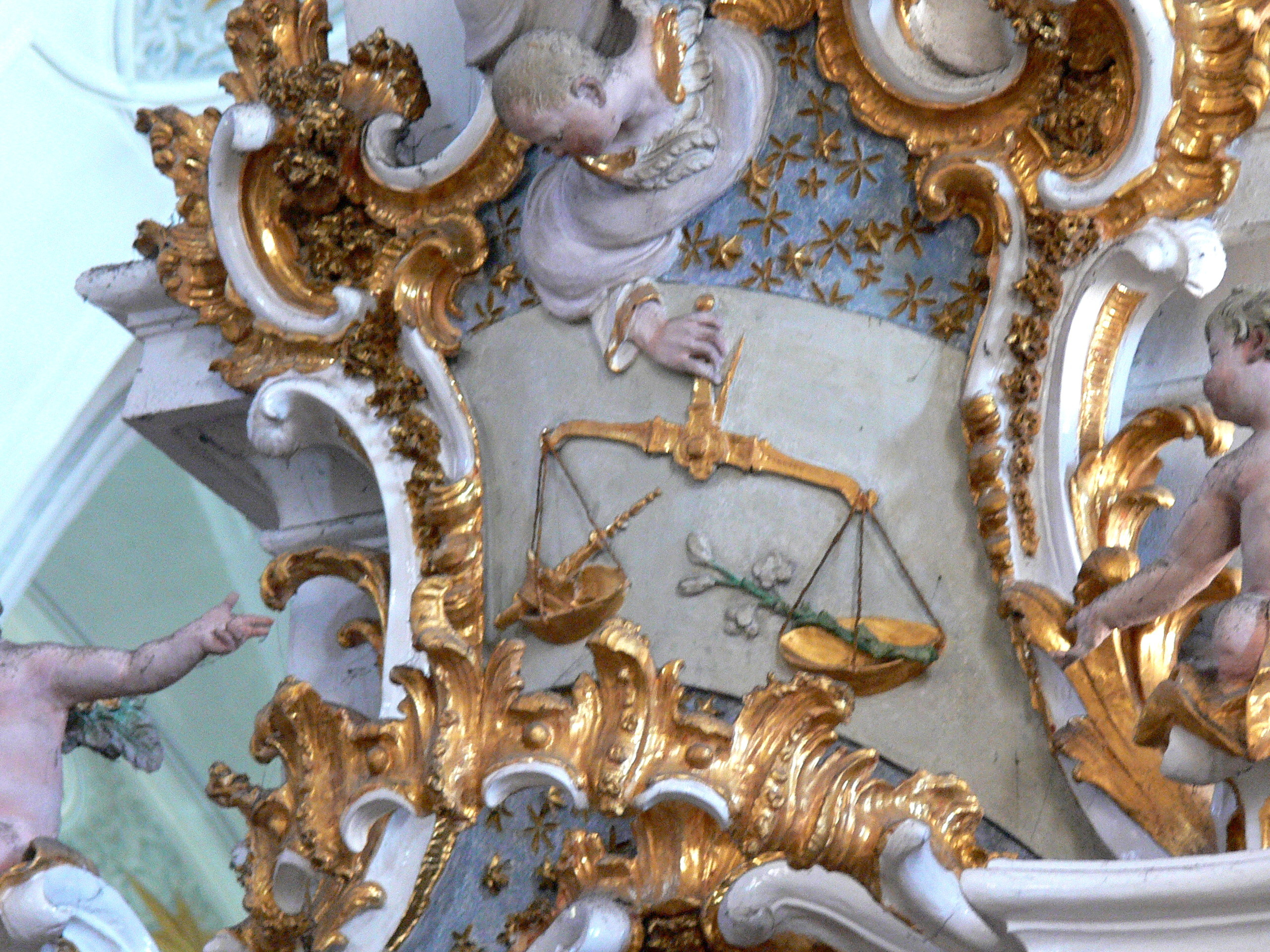
Jugement de la pureté de sainte Catherine face à l'empereur, Abbaye de Windberg, Allemagne, XVIIIe siècle.
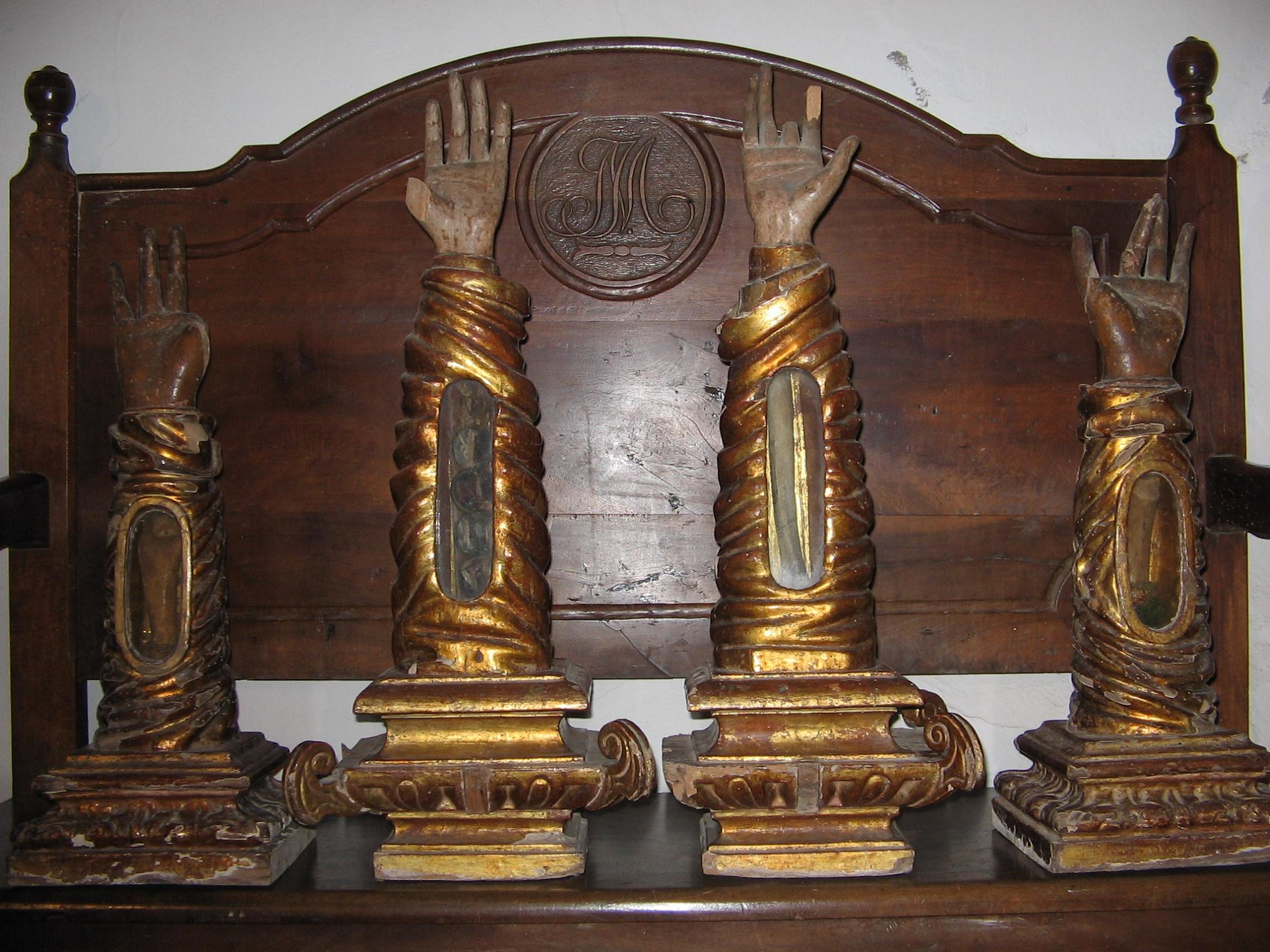
Bras-reliquaires, musée religieux d'Ayerbe, Espagne.

### Icônes orthodoxes

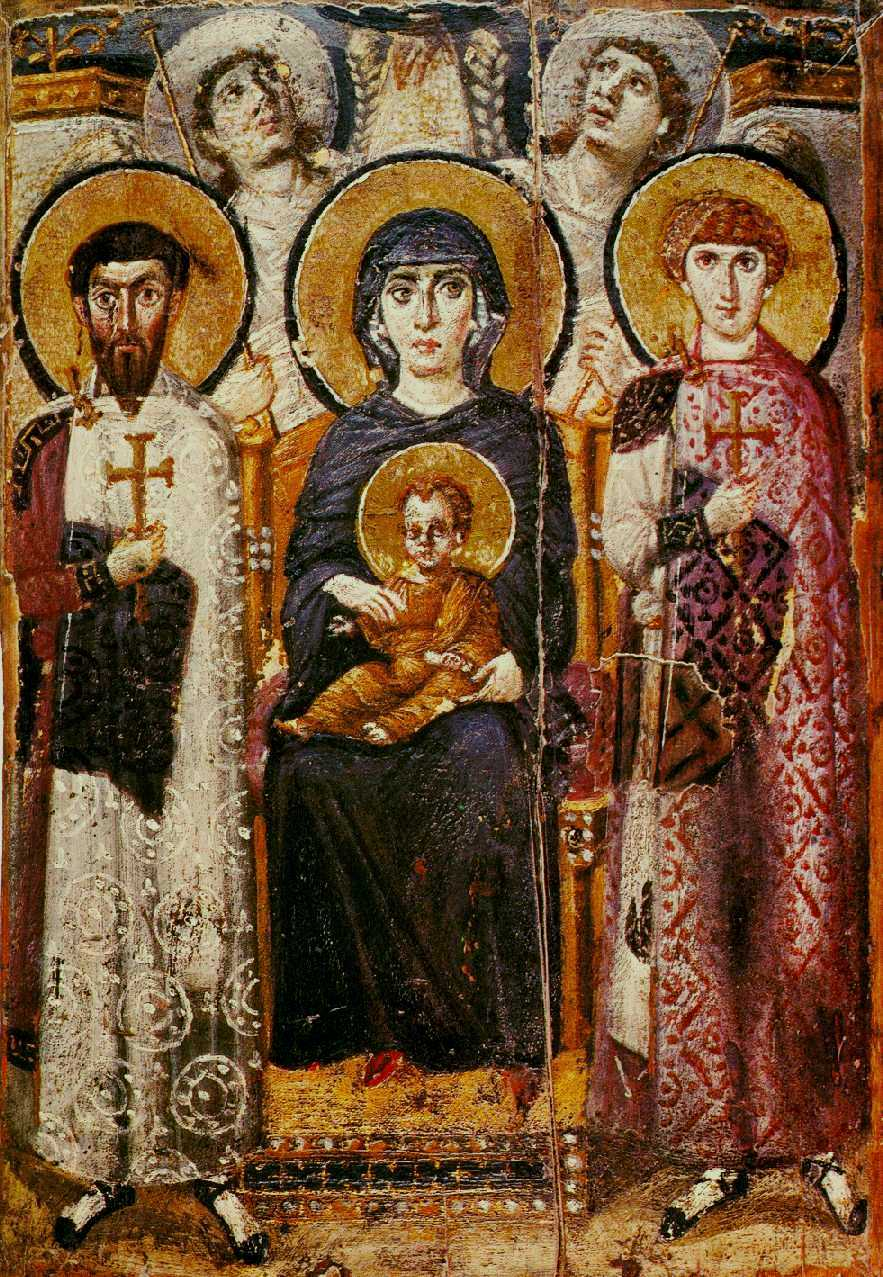
Vierge et l'Enfant, monastère Sainte-Catherine du Sinaï, VIe siècle.

Dans les icônes orthodoxes, la main est un motif encore actuellement utilisé, émergeant généralement de cercles concentriques.
Elle est représentée sur des scènes de la Bible ou en présence des saints, et parfois identifiée comme appartenant à Jésus. Des variantes de la même icône remplacent la main par une image de Jésus, procédé également utilisé dans des œuvres occidentales à partir de l'an 1000.
La plus ancienne icône de la Vierge Marie, datant du VIe siècle, conservée au monastère Sainte-Catherine du Sinaï, présente la main de Dieu surplombant Marie et Jésus.
Une autre œuvre orthodoxe représentant Marie avec la main de Dieu est la mosaïque d'abside de l'église de la Dormition de Nicée, détruite en 1922. Cette mosaïque a été détruite pendant la période iconoclaste de l'Empire byzantin, puis restaurée pendant l'entre-deux iconodoule (780-815).

### Approbation divine des dirigeants

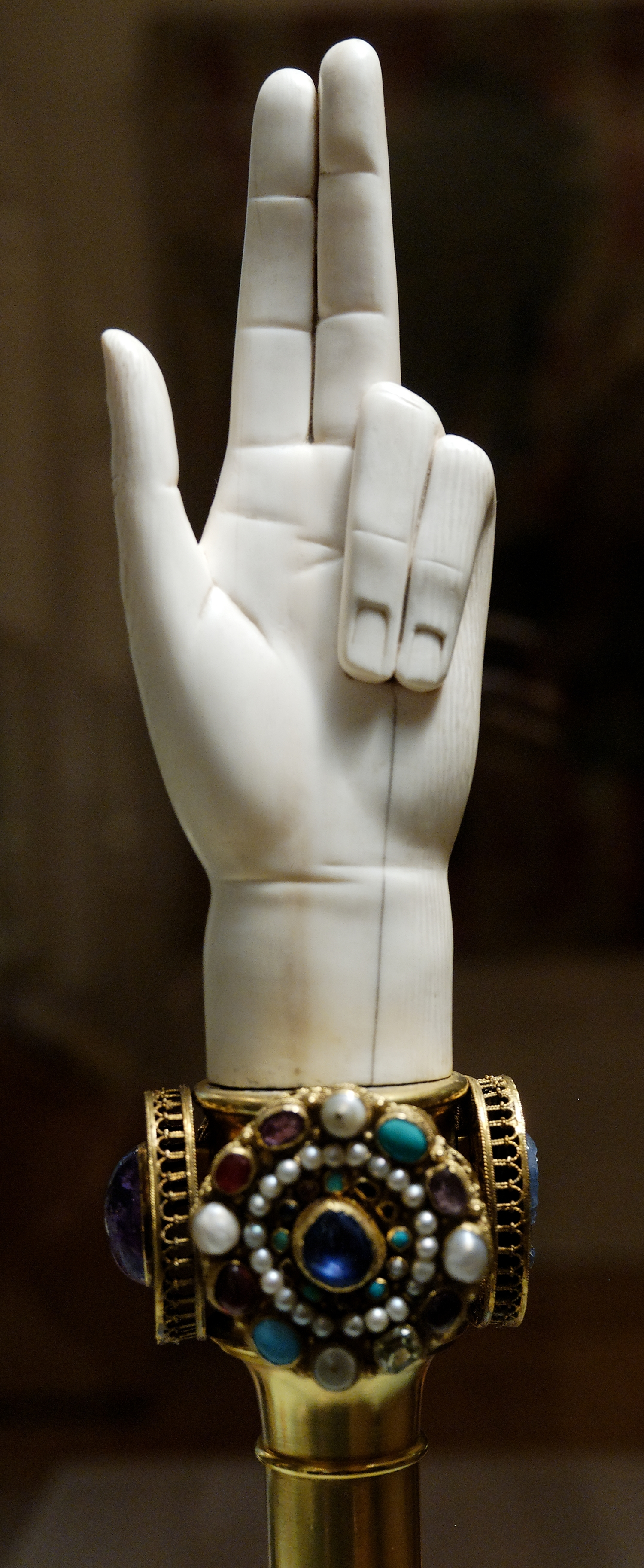
Reconstitution de la Main de Justice utilisée lors du couronnement de Napoléon en 1804, Musée du Louvre.

La main apparaît souvent en train de bénir les dirigeants. Elle peut également tenir ou déposer une couronne sur leur tête.
Les pièces de monnaies font fréquemment figurer la main de Dieu. On la retrouve à plusieurs reprises sur les pièces de l'empire byzantin à partir du IVe siècle, principalement couronnant les impératrices (Galla Placidia, Pulchérie, ...). Une pièce de monnaie posthume de Constantin Ier montre l'empereur sur un char avec la main de Dieu descendant du ciel, combinant l'iconographie chrétienne avec le symbole païen de l'aigle emportant les empereurs déifiés au ciel.
Dans les œuvres byzantines ultérieures, la main est souvent remplacée par une figure complète du Christ plaçant une couronne sur la tête.
Assez rare chez les Anglo-saxons, des pièces de monnaie d'Édouard l'Ancien et d'Æthelred le Malavisé ont une grande main dominant leur revers.
La Main de Justice, qui fait partie des insignes traditionnels du couronnement français, était un sceptre terminé par une main en ivoire dans le geste de bénédiction. Ce sceptre évoque la main de Dieu (puissance divine) pour légitimer la puissance royale.

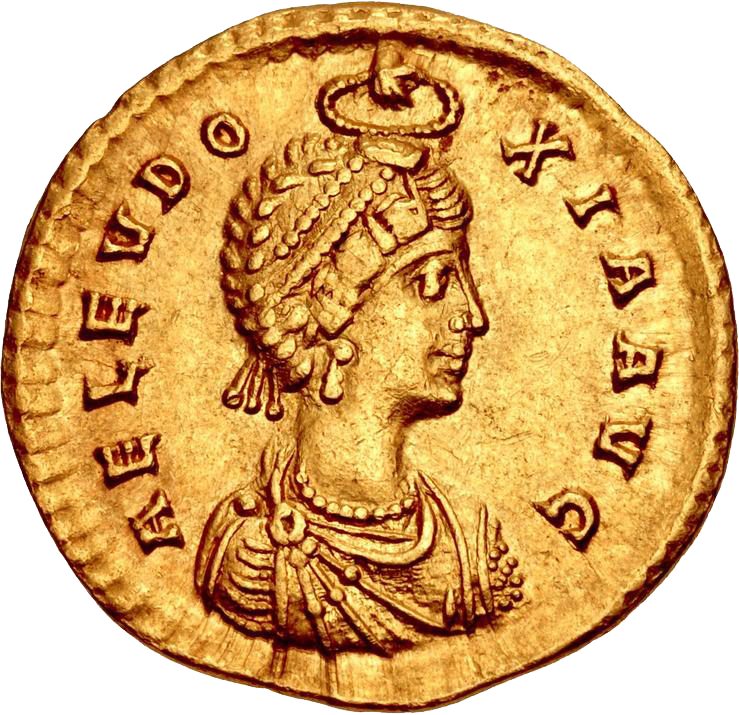
Pièce de monnaie de l'impératrice byzantine Eudoxie couronnée par la main de Dieu, IVe siècle.
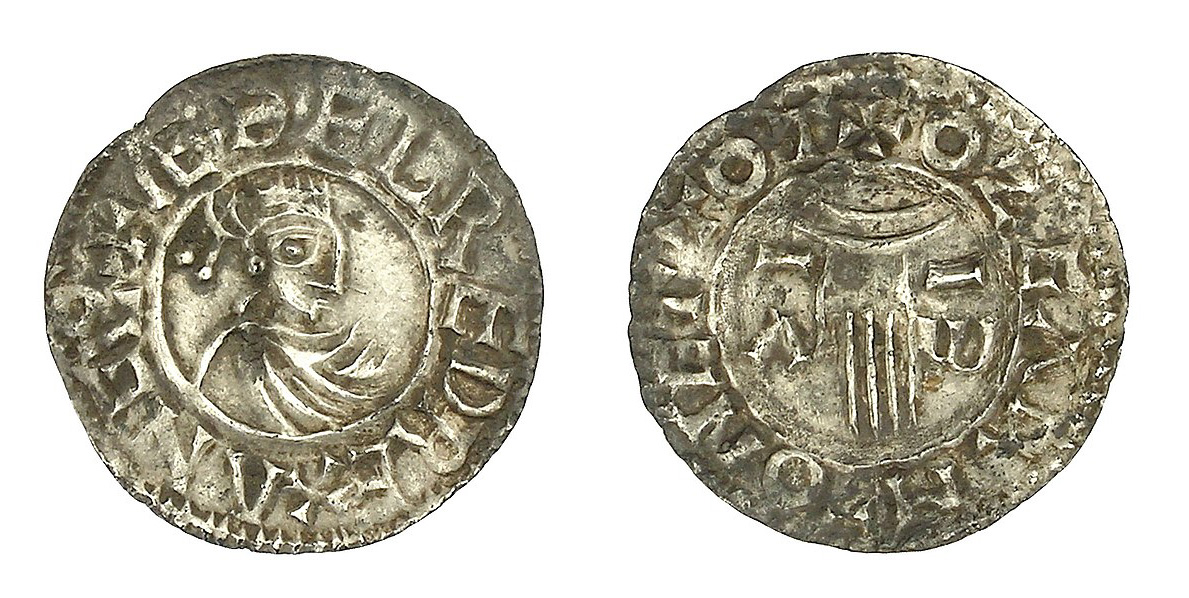
Pièce de monnaie d'Æthelred le Malavisé, Xe siècle.
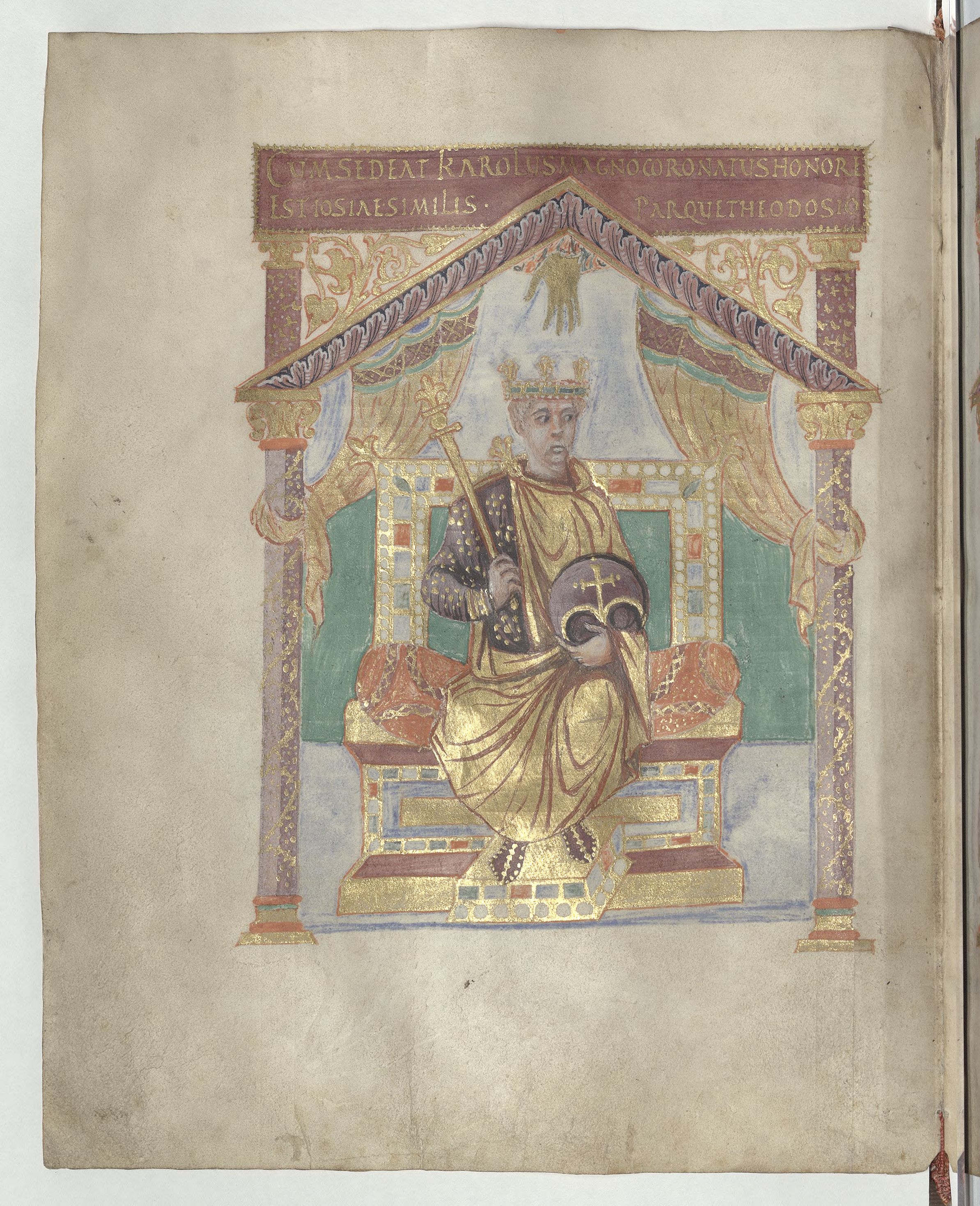
Psautier de Charles le Chauve, IXe siècle.
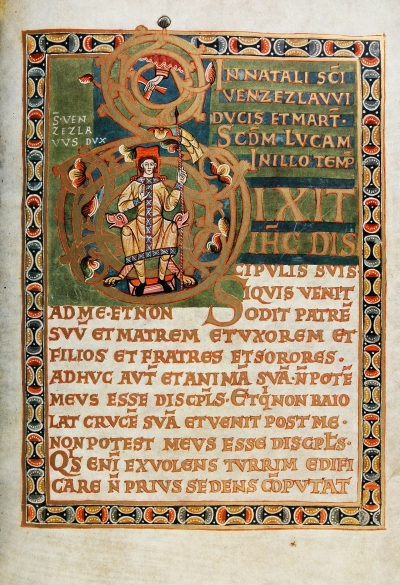
Codex Vyssegradensis (en), évangéliaire de Vratislav II de Bohême, XIe siècle.

### Art de la fin du Moyen Âge et du début de la Renaissance

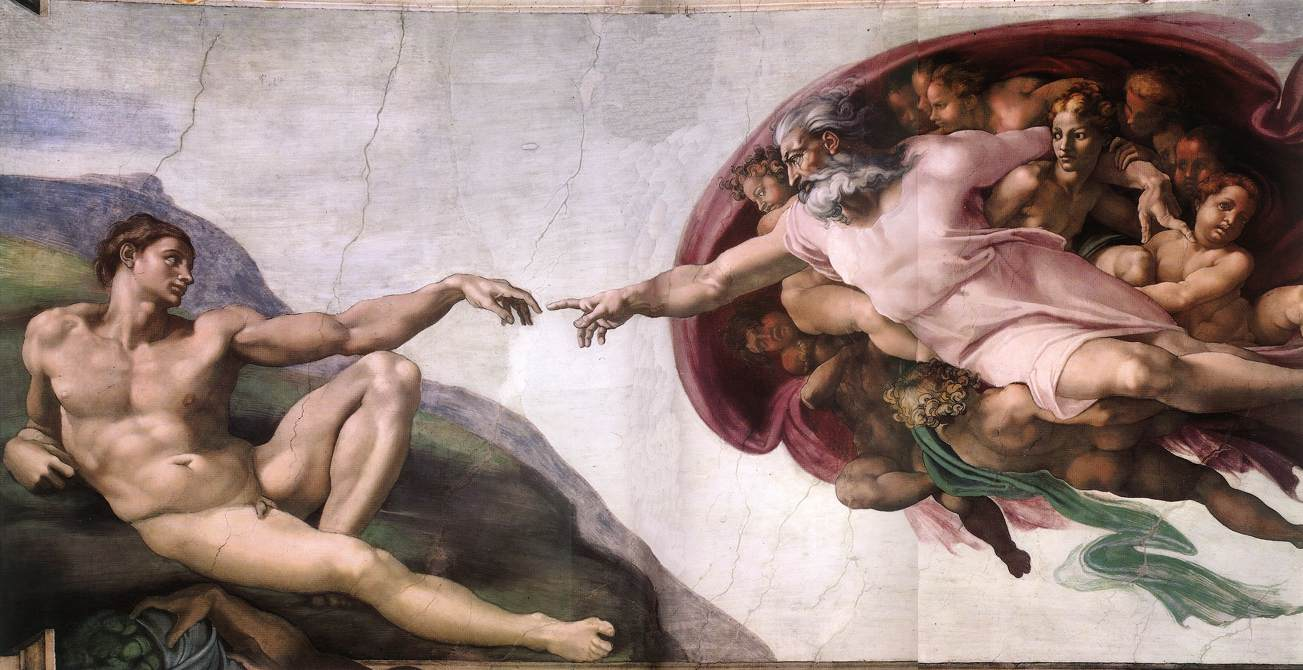
La Création d'Adam, chapelle Sixtine, Vatican, XVIe siècle.

À partir du XIVe siècle, les représentations du corps entier deviennent plus courantes dans l'art occidental, mais restent rares et controversées dans le monde orthodoxe. L'œuvre de Michel-Ange, La Création d'Adam, représente la main de Dieu sur un fond uni qui rappelle le motif antérieur.
La main isolée ne disparaît pas pour autant, et connaît un regain de popularité chez les protestants. Daniel Hopfer et d'autres illustrateurs continuent d'utiliser le motif, et Jean Calvin l'utilise comme emblème personnel. Elle est librement utilisée pour illustrer les retombées politiques et religieuses de la Réforme protestante, comme lors de la révolte des Pays-Bas.

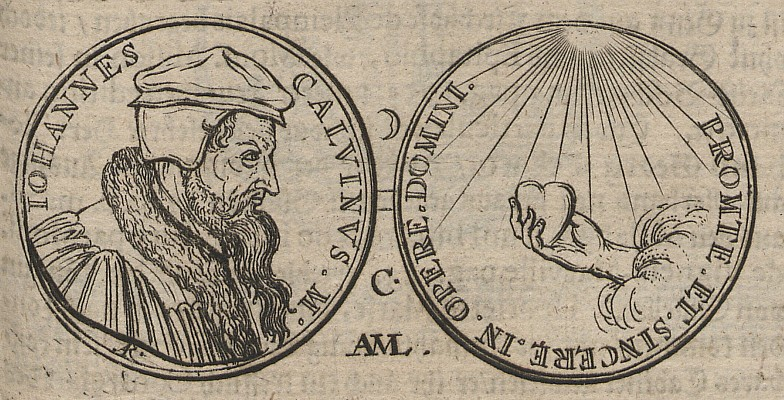
L'emblème de Jean Calvin.
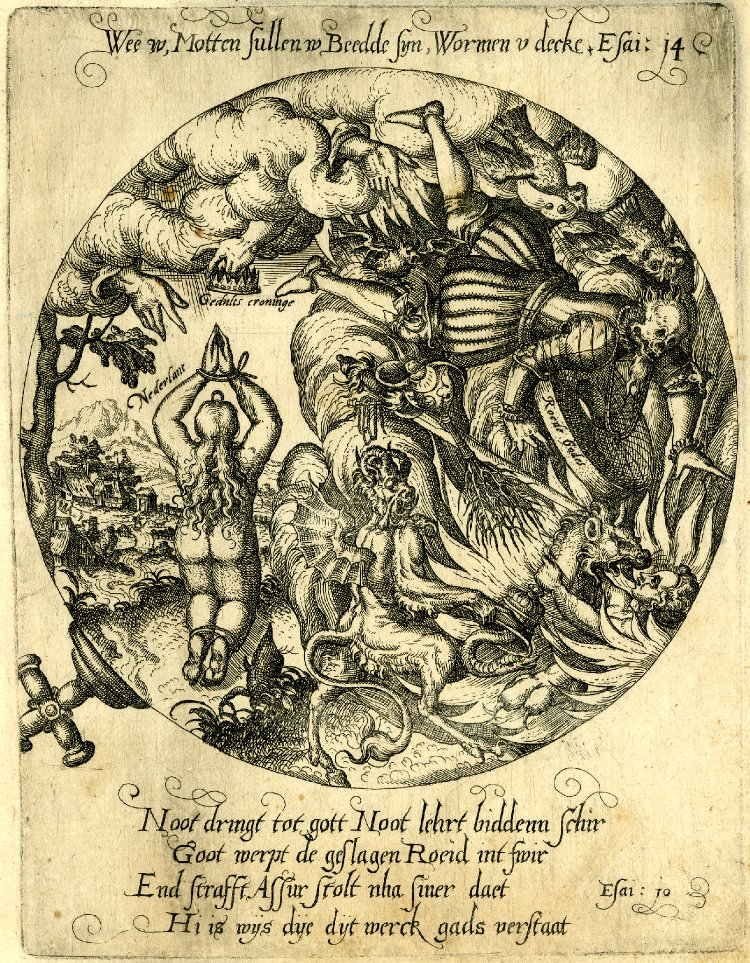
La chute des oppresseurs, Pays-Bas, 1570.